# IV liga polska w piłce nożnej (2017/2018)
IV liga 2017/2018 – 10. edycja rozgrywek piątego poziomu ligowego piłki nożnej mężczyzn w Polsce po reorganizacji lig w 2008. Startowało w nich 144 drużyny, grając w 21 grupach systemem kołowym. Sezon ligowy rozpoczął się 8 sierpnia 2017, ostatnie mecze rozegrane zostały w czerwcu 2018 roku.

## Zasięg terytorialny grup
| grupa I                 | grupa II            | grupa III                | grupa IV           | grupa V            |
| ----------------------- | ------------------- | ------------------------ | ------------------ | ------------------ |
|                         |                     |                          |                    |                    |
| woj. dolnośląskie       | woj. dolnośląskie   | woj. kujawsko-pomorskie  | woj. lubelskie     | woj. lubuskie      |
|                         |                     |                          |                    |                    |
| grupa VI                | grupa VII           | grupa VIII               | grupa IX           | grupa X            |
|                         |                     |                          |                    |                    |
| woj. łódzkie            | woj. małopolskie    | woj. małopolskie         | woj. mazowieckie   | woj. mazowieckie   |
|                         |                     |                          |                    |                    |
| grupa XI                | grupa XII           | grupa XIII               | grupa XIV          | grupa XV           |
|                         |                     |                          |                    |                    |
| woj. opolskie           | woj. podkarpackie   | woj. podlaskie           | woj. pomorskie     | woj. śląskie       |
|                         |                     |                          |                    |                    |
| grupa XVI               | grupa XVII          | grupa XVIII              | grupa XIX          | grupa XX           |
|                         |                     |                          |                    |                    |
| woj. śląskie            | woj. świętokrzyskie | woj. warmińsko-mazurskie | woj. wielkopolskie | woj. wielkopolskie |
|                         |                     |                          |                    |                    |
| grupa XXI               |                     |                          |                    |                    |
|                         |                     |                          |                    |                    |
| woj. zachodniopomorskie |                     |                          |                    |                    |

## Zasady spadków i awansów
IV liga jest szczeblem regionalnym, pośrednim między rozgrywkami grupowymi (III ligi) i okręgowymi (V ligi). Wszystkie grupy liczą po 16 drużyn.
Mistrzowie grup uzyskają awans do III ligi, natomiast od czterech do sześciu ostatnich drużyn spadnie do odpowiedniej grupy okręgowej V ligi, przy czym liczba ta może zwiększyć się zależnie od liczby drużyn spadających z lig wyższych.

## Grupa I (dolnośląska wschód)
W grupie występowało 16 zespołów, które walczyły o miejsce premiowane udziałem w barażach o awans do III ligi, grupy III. Ostatnie zespoły spadły do klasy okręgowej.

### Drużyny
| Uczestnicy poprzedniej edycji | Uczestnicy poprzedniej edycji | Uczestnicy poprzedniej edycji | Uczestnicy poprzedniej edycji |
| ----------------------------- | ----------------------------- | ----------------------------- | ----------------------------- |
| FHG                           | Foto-Higiena Gać              | 1                             |                               |
| BAR                           | Unia Bardo                    | 2                             |                               |
| WOŁ                           | MKP Wołów                     | 3                             |                               |
| PŚW                           | Polonia-Stal Świdnica         | 4                             |                               |
| POŚ                           | Pogoń Oleśnica                | 5                             |                               |
| WIW                           | Wiwa Goszcz                   | 6                             |                               |
| BIE                           | Bielawianka Bielawa           | 7                             |                               |
| OZŚ                           | Orzeł Ząbkowice Śląskie       | 8                             |                               |
| JAW                           | Karolina Jaworzyna Śląska     | 9                             |                               |
| WIE                           | Sokół Wielka Lipa             | 10                            |                               |
| MAR                           | Sokół Marcinkowice            | 11                            |                               |

| Spadek z III ligi 2016/2017 | Spadek z III ligi 2016/2017 | Spadek z III ligi 2016/2017 | Spadek z III ligi 2016/2017 |
| --------------------------- | --------------------------- | --------------------------- | --------------------------- |
| grupa III                   |                             |                             |                             |
| ŚL2                         | Śląsk II Wrocław            | 16                          |                             |
| GWB                         | Górnik Wałbrzych            | 17                          |                             |

| Awans z ligi okręgowej | Awans z ligi okręgowej | Awans z ligi okręgowej | Awans z ligi okręgowej |
| ---------------------- | ---------------------- | ---------------------- | ---------------------- |
| grupa Wrocław          |                        |                        |                        |
| PTR                    | Polonia Trzebnica      | 1                      |                        |
| ŻER                    | Piast Żerniki          | 2                      |                        |
| grupa Wałbrzych        |                        |                        |                        |
| KŁO                    | Nysa Kłodzko           | 1                      |                        |

Objaśnienia:
1. Foto-Higiena Gać przegrał baraże o awans do III ligi z Zagłębiem II Lubin.

### Tabela
| Lp. | Drużyna                       | M  | Z  | R | P  | Bramki | Bramki | Różn. | Pkt | Uwagi                       | Bezpośrednio                |
| --- | ----------------------------- | -- | -- | - | -- | ------ | ------ | ----- | --- | --------------------------- | --------------------------- |
| 1   | Foto-Higiena Gać (M) (B)      | 30 | 23 | 4 | 3  | 78     | 31     | +47   | 73  | Baraże o III ligę           | FHG – ŚL2 0:1 ŚL2 – FHG 1:3 |
| 2   | Śląsk II Wrocław              | 30 | 24 | 1 | 5  | 74     | 27     | +47   | 73  |                             | FHG – ŚL2 0:1 ŚL2 – FHG 1:3 |
| 3   | Bielawianka Bielawa           | 30 | 19 | 5 | 6  | 58     | 34     | +24   | 62  |                             |                             |
| 4   | Sokół Marcinkowice            | 30 | 17 | 3 | 10 | 62     | 42     | +20   | 54  |                             |                             |
| 5   | Górnik Wałbrzych              | 30 | 16 | 3 | 11 | 51     | 40     | +11   | 51  |                             |                             |
| 6   | Unia Bardo                    | 30 | 14 | 3 | 13 | 57     | 55     | +2    | 45  | BAR – ŻER 3:0 ŻER – BAR 1:0 |                             |
| 7   | Piast Żerniki                 | 30 | 13 | 6 | 11 | 51     | 46     | +5    | 45  | BAR – ŻER 3:0 ŻER – BAR 1:0 |                             |
| 8   | Sokół Wielka Lipa             | 30 | 12 | 8 | 10 | 51     | 45     | +6    | 44  |                             |                             |
| 9   | Orzeł Ząbkowice Śląskie       | 30 | 10 | 8 | 12 | 55     | 56     | −1    | 38  | OZŚ – PŚW 2:1 PŚW – OZŚ 0:3 |                             |
| 10  | Polonia-Stal Świdnica         | 30 | 11 | 5 | 14 | 42     | 39     | +3    | 38  | OZŚ – PŚW 2:1 PŚW – OZŚ 0:3 |                             |
| 11  | Polonia Trzebnica             | 30 | 10 | 7 | 13 | 45     | 49     | −4    | 37  |                             |                             |
| 12  | Nysa Kłodzko                  | 30 | 11 | 3 | 16 | 50     | 67     | −17   | 36  |                             |                             |
| 13  | MKP Wołów                     | 30 | 7  | 8 | 15 | 43     | 55     | −12   | 29  | WOŁ – WIW 1:4 WIW – WOŁ 2:5 |                             |
| 14  | Wiwa Goszcz (S)               | 30 | 8  | 5 | 17 | 39     | 64     | −25   | 29  | WOŁ – WIW 1:4 WIW – WOŁ 2:5 | Spadek do klasy okręgowej   |
| 15  | Pogoń Oleśnica (S)            | 30 | 4  | 4 | 22 | 30     | 66     | −36   | 16  |                             | Spadek do klasy okręgowej   |
| 16  | Karolina Jaworzyna Śląska (S) | 30 | 2  | 5 | 23 | 22     | 92     | −70   | 11  |                             | Spadek do klasy okręgowej   |

### Baraże o III ligę
Po zakończeniu sezonu rozegrano mecze barażowe o miejsce w III lidze w sezonie 2018/2019 pomiędzy 1. drużyną z grupy dolnośląskiej wschodniej a 1. zespołem grupy dolnośląskiej zachodniej. Mecze odbyły się odpowiednio 16 i 20 czerwca 2018.
| 16 czerwca 2018 17:00 | Foto-Higiena Gać · Łukasz Kucyniak 2', 8' · Dominik Wejerowski 45', 90' · Janusz Gancarczyk 49', 56', 60' | 7:1(3:0)Raport | Aspis Jędrzychowice · 76' Roni                                              | Gać Widzów: 300 Sędzia: Robert Parysek (Legnica) |
|                       | kartki: · Krzysztof Cieśla                                                                                |                | kartki: · Kamil Ganczarek · Erwin Bystryk · Paweł Kościuk · Kamil Zieliński |                                                  |

| 20 czerwca 2018 18:00 | Aspis Jędrzychowice | 0:3(walkower) | Foto-Higiena Gać | Zgorzelec |
|                       |                     |               |                  |           |

Awans do III ligi w sezonie 2018/2019 uzyskała Foto-Higiena Gać.

## Grupa II (dolnośląska zachód)
W grupie występowało 16 zespołów, które walczyły o miejsce premiowane udziałem w barażach o awans do III ligi, grupy III. Ostatnie zespoły spadły do klasy okręgowej.

### Drużyny
| Uczestnicy poprzedniej edycji | Uczestnicy poprzedniej edycji | Uczestnicy poprzedniej edycji | Uczestnicy poprzedniej edycji |
| ----------------------------- | ----------------------------- | ----------------------------- | ----------------------------- |
| SZC                           | Orkan Szczedrzykowice         | 2                             |                               |
| JĘD                           | Apis Jędrzychowice            | 3                             |                               |
| STR                           | AKS Strzegom                  | 4                             |                               |
| WĄS                           | Orla Wąsosz                   | 5                             |                               |
| JEL                           | Karkonosze Jelenia Góra       | 6                             |                               |
| CH2                           | Chrobry II Głogów             | 7                             |                               |
| CHO                           | Stal Chocianów                | 8                             |                               |
| GRE                           | Sparta Grębocice              | 9                             |                               |
| WMI                           | Włókniarz Mirsk               | 10                            |                               |
| ZGO                           | Nysa Zgorzelec                | 11                            |                               |

| Spadek z III ligi 2016/2017 | Spadek z III ligi 2016/2017 | Spadek z III ligi 2016/2017 | Spadek z III ligi 2016/2017 |
| --------------------------- | --------------------------- | --------------------------- | --------------------------- |
| grupa III                   |                             |                             |                             |
| KOW                         | Olimpia Kowary              | 18                          |                             |

| Awans z ligi okręgowej | Awans z ligi okręgowej | Awans z ligi okręgowej | Awans z ligi okręgowej |
| ---------------------- | ---------------------- | ---------------------- | ---------------------- |
| grupa Legnica          |                        |                        |                        |
| ŚCI                    | Odra Ścinawa           | 1                      |                        |
| GZŁ                    | Górnik Złotoryja       | 2                      |                        |
| grupa Jelenia Góra     |                        |                        |                        |
| GIE                    | Sudety Giebułtów       | 1                      |                        |
| KAG                    | Olimpia Kamienna Góra  | 2                      |                        |
| grupa Wałbrzych        |                        |                        |                        |
| BGO                    | Górnik Boguszów-Gorce  | 1                      |                        |

### Tabela
| Lp. | Drużyna                    | M  | Z  | R | P  | Bramki | Bramki | Różn. | Pkt | Uwagi                                                          | Bezpośrednio                |
| --- | -------------------------- | -- | -- | - | -- | ------ | ------ | ----- | --- | -------------------------------------------------------------- | --------------------------- |
| 1   | Apis Jędrzychowice (M) (B) | 30 | 23 | 4 | 3  | 89     | 21     | +68   | 73  | Baraże o III ligę                                              | JED – STR 1:0 STR – JED 3:2 |
| 2   | AKS Strzegom               | 30 | 23 | 4 | 3  | 86     | 25     | +61   | 73  |                                                                | JED – STR 1:0 STR – JED 3:2 |
| 3   | Chrobry II Głogów          | 30 | 17 | 5 | 8  | 81     | 44     | +37   | 56  |                                                                |                             |
| 4   | Orkan Szczedrzykowice      | 30 | 16 | 6 | 8  | 56     | 35     | +21   | 54  |                                                                |                             |
| 5   | Stal Chocianów             | 30 | 14 | 6 | 10 | 57     | 47     | +10   | 48  |                                                                |                             |
| 6   | Odra Ścinawa               | 30 | 14 | 5 | 11 | 57     | 53     | +4    | 47  |                                                                |                             |
| 7   | Sudety Giebułtów           | 30 | 13 | 5 | 12 | 55     | 47     | +8    | 44  |                                                                |                             |
| 8   | Karkonosze Jelenia Góra    | 30 | 12 | 7 | 11 | 55     | 49     | +6    | 43  | JEL – KOW 3:1 KOW – JEL 3:2                                    |                             |
| 9   | Olimpia Kowary             | 30 | 13 | 4 | 13 | 66     | 66     | 0     | 43  | JEL – KOW 3:1 KOW – JEL 3:2                                    |                             |
| 10  | Włókniarz Mirsk            | 30 | 9  | 9 | 12 | 46     | 56     | −10   | 36  | WMI: 7 pkt, różn. +3 GRE: 5 pkt, różn. +1 WĄS: 4 pkt, różn. -4 |                             |
| 11  | Sparta Grębocice           | 30 | 9  | 9 | 12 | 58     | 52     | +6    | 36  | WMI: 7 pkt, różn. +3 GRE: 5 pkt, różn. +1 WĄS: 4 pkt, różn. -4 |                             |
| 12  | Orla Wąsosz                | 30 | 9  | 9 | 12 | 36     | 42     | −6    | 36  | WMI: 7 pkt, różn. +3 GRE: 5 pkt, różn. +1 WĄS: 4 pkt, różn. -4 |                             |
| 13  | Górnik Złotoryja           | 30 | 9  | 6 | 15 | 51     | 56     | −5    | 33  |                                                                |                             |
| 14  | Nysa Zgorzelec (S)         | 30 | 5  | 5 | 20 | 27     | 91     | −64   | 20  | Spadek do klasy okręgowej                                      |                             |
| 15  | Górnik Boguszów-Gorce (S)  | 30 | 4  | 6 | 20 | 25     | 79     | −54   | 18  | Spadek do klasy okręgowej                                      |                             |
| 16  | Olimpia Kamienna Góra (S)  | 30 | 3  | 4 | 23 | 29     | 111    | −82   | 13  | Spadek do klasy okręgowej                                      |                             |

### Baraże o III ligę
Po zakończeniu sezonu rozegrano mecze barażowe o miejsce w III lidze w sezonie 2018/2019 pomiędzy 1. drużyną z grupy dolnośląskiej wschodniej a 1. zespołem grupy dolnośląskiej zachodniej. Mecze odbyły się odpowiednio 16 i 20 czerwca 2018.
| 16 czerwca 2018 17:00 | Foto-Higiena Gać · Łukasz Kucyniak 2', 8' · Dominik Wejerowski 45', 90' · Janusz Gancarczyk 49', 56', 60' | 7:1(3:0)Raport | Aspis Jędrzychowice · 76' Roni                                              | Gać Widzów: 300 Sędzia: Robert Parysek (Legnica) |
|                       | kartki: · Krzysztof Cieśla                                                                                |                | kartki: · Kamil Ganczarek · Erwin Bystryk · Paweł Kościuk · Kamil Zieliński |                                                  |

| 20 czerwca 2018 18:00 | Aspis Jędrzychowice | 0:3(walkower) | Foto-Higiena Gać | Zgorzelec |
|                       |                     |               |                  |           |

Awans do III ligi w sezonie 2018/2019 uzyskała Foto-Higiena Gać.

## Grupa III (kujawsko-pomorska)
W grupie występuje 18 zespołów, które walczą o miejsce premiowane awansem do III ligi, grupa II. Ostatnie zespoły spadają do klasy okręgowej.

### Drużyny
| Uczestnicy poprzedniej edycji | Uczestnicy poprzedniej edycji | Uczestnicy poprzedniej edycji | Uczestnicy poprzedniej edycji |
| ----------------------------- | ----------------------------- | ----------------------------- | ----------------------------- |
| IKU                           | Kujawianka Izbica Kujawska    | 2                             |                               |
| PGM                           | Pogoń Mogilno                 | 3                             |                               |
| RYP                           | Lech Rypin                    | 4                             |                               |
| STW                           | Start Warlubie                | 5                             |                               |
| CHC                           | Chełminianka Chełmno          | 6                             |                               |
| OAK                           | Orlęta Aleksandrów Kujawski   | 7                             |                               |
| CUI                           | Cuiavia Inowrocław            | 8                             |                               |
| LCH                           | Legia Chełmża                 | 9                             |                               |
| SPB                           | Sparta Brodnica               | 10                            |                               |
| NOW                           | Wisła Nowe                    | 11                            |                               |
| NJP                           | Naprzód Jabłonowo Pomorskie   | 12                            |                               |
| UNI                           | Unia Janikowo                 | 13                            |                               |
| NPA                           | Notecianka Pakość             | 14                            |                               |

| Spadek z III ligi 2016/2017          | Spadek z III ligi 2016/2017 | Spadek z III ligi 2016/2017 | Spadek z III ligi 2016/2017 |
| ------------------------------------ | --------------------------- | --------------------------- | --------------------------- |
| grupa kujawsko-pomorsko-wielkopolska |                             |                             |                             |
| CHE                                  | Chemik Bydgoszcz            | 14                          |                             |

| Awans z ligi okręgowej     | Awans z ligi okręgowej | Awans z ligi okręgowej | Awans z ligi okręgowej |
| -------------------------- | ---------------------- | ---------------------- | ---------------------- |
| grupa kujawsko-pomorska I  |                        |                        |                        |
| PBD                        | Polonia Bydgoszcz      | 2                      |                        |
| SRA                        | Sokół Radomin          | 3                      |                        |
| grupa kujawsko-pomorska II |                        |                        |                        |
| LID                        | Lider Włocławek        | 1                      |                        |
| KOW                        | Kujawiak Kowal         | 2                      |                        |

### Tabela
| Lp. | Drużyna                         | M  | Z  | R | P  | Bramki | Bramki | Różn. | Pkt | Uwagi                       | Bezpośrednio                |
| --- | ------------------------------- | -- | -- | - | -- | ------ | ------ | ----- | --- | --------------------------- | --------------------------- |
| 1   | Chemik Bydgoszcz (M) (A)        | 34 | 23 | 5 | 6  | 86     | 29     | +57   | 74  | Awans do III ligi           |                             |
| 2   | Kujawianka Izbica Kujawska      | 34 | 21 | 7 | 6  | 97     | 45     | +52   | 70  |                             |                             |
| 3   | Polonia Bydgoszcz               | 34 | 21 | 4 | 9  | 68     | 52     | +16   | 67  |                             |                             |
| 4   | Pogoń Mogilno                   | 34 | 19 | 3 | 12 | 78     | 53     | +25   | 60  |                             |                             |
| 5   | Sparta Brodnica                 | 34 | 17 | 8 | 9  | 55     | 40     | +15   | 59  |                             |                             |
| 6   | Start Warlubie1                 | 34 | 15 | 7 | 12 | 58     | 47     | +11   | 52  | Drużyna wycofana            | STW – RYP 1:0 RYP – STW 0:3 |
| 7   | Lech Rypin                      | 34 | 17 | 1 | 16 | 73     | 61     | +12   | 52  |                             | STW – RYP 1:0 RYP – STW 0:3 |
| 8   | Orlęta Aleksandrów Kujawski     | 34 | 16 | 2 | 16 | 54     | 49     | +5    | 50  |                             |                             |
| 9   | Notecianka Pakość               | 34 | 14 | 6 | 14 | 64     | 56     | +8    | 48  |                             |                             |
| 10  | Cuiavia Inowrocław              | 33 | 14 | 5 | 14 | 65     | 62     | +3    | 47  | CUI – NOW 1:0 NOW – CUI 2:1 |                             |
| 11  | Wisła Nowe                      | 33 | 14 | 5 | 14 | 66     | 71     | −5    | 47  | CUI – NOW 1:0 NOW – CUI 2:1 |                             |
| 12  | Chełminianka Chełmno            | 34 | 13 | 6 | 15 | 61     | 70     | −9    | 45  | CHC – UNI 3:4 UNI – CHC 1:3 |                             |
| 13  | Unia Janikowo                   | 34 | 13 | 6 | 15 | 67     | 65     | +2    | 45  | CHC – UNI 3:4 UNI – CHC 1:3 |                             |
| 14  | Legia Chełmża                   | 34 | 13 | 6 | 15 | 35     | 53     | −18   | 45  |                             |                             |
| 15  | Kujawiak Kowal1                 | 34 | 11 | 5 | 18 | 54     | 73     | −19   | 38  |                             |                             |
| 16  | Lider Włocławek (S)             | 34 | 11 | 3 | 20 | 63     | 87     | −24   | 36  | Spadek do klasy okręgowej   |                             |
| 17  | Sokół Radomin (S)               | 34 | 7  | 8 | 19 | 38     | 71     | −33   | 29  | Spadek do klasy okręgowej   |                             |
| 18  | Naprzód Jabłonowo Pomorskie (S) | 34 | 3  | 2 | 29 | 33     | 131    | −98   | 11  | Spadek do klasy okręgowej   |                             |

## Grupa IV (lubelska)
W grupie wystąpiło 16 zespołów, które walczyły o miejsce premiowane awansem do III ligi, grupa IV. Ostatnie zespoły spadły do klasy okręgowej.

### Drużyny
| Uczestnicy poprzedniej edycji | Uczestnicy poprzedniej edycji | Uczestnicy poprzedniej edycji | Uczestnicy poprzedniej edycji |
| ----------------------------- | ----------------------------- | ----------------------------- | ----------------------------- |
| ŁĘ2                           | Górnik II Łęczna              | 2                             |                               |
| HET                           | Hetman Zamość                 | 3                             |                               |
| TTL                           | Tomasovia Tomaszów Lubelski   | 4                             |                               |
| KRA                           | Stal Kraśnik                  | 5                             |                               |
| WER                           | Kryształ Werbkowice           | 6                             |                               |
| LLU                           | Lewart Lubartów               | 7                             |                               |
| BIŁ                           | Łada 1945 Biłgoraj            | 8                             |                               |
| KOŃ                           | Powiślak Końskowola           | 9                             |                               |
| CHE                           | Kłos Chełm                    | 10                            |                               |
| LUB                           | Lublinianka Lublin            | 11                            |                               |
| WŁO                           | Włodawianka Włodawa           | 121                           |                               |
| ŻMU                           | Victoria Żmudź                | 13                            |                               |

| Awans z ligi okręgowej | Awans z ligi okręgowej | Awans z ligi okręgowej | Awans z ligi okręgowej |
| ---------------------- | ---------------------- | ---------------------- | ---------------------- |
| grupa Lublin           |                        |                        |                        |
| RYK                    | MKS Ryki               | 1                      |                        |
| grupa Biała Podlaska   |                        |                        |                        |
| SAD                    | Sokół Adamów           | 1                      |                        |
| grupa Zamość           |                        |                        |                        |
| RSZ                    | Roztocze Szczebrzeszyn | 1                      |                        |
| grupa Chełm            |                        |                        |                        |
| ERO                    | Eko Różanka            | 1                      |                        |

Objaśnienia:
1. Włodawianka Włodawa wycofała się z rozgrywek po 4. kolejce. Jej wyniki zostały anulowane.

### Tabela
| Lp. | Drużyna                     | M  | Z  | R  | P  | Bramki | Bramki | Różn. | Pkt | Uwagi                       | Bezpośrednio |
| --- | --------------------------- | -- | -- | -- | -- | ------ | ------ | ----- | --- | --------------------------- | ------------ |
| 1   | Stal Kraśnik (M) (A)        | 28 | 26 | 0  | 2  | 110    | 26     | +84   | 78  | Awans do III ligi           |              |
| 2   | Hetman Zamość               | 28 | 18 | 4  | 6  | 79     | 30     | +49   | 58  |                             |              |
| 3   | Tomasovia Tomaszów Lubelski | 28 | 16 | 4  | 8  | 55     | 40     | +15   | 52  |                             |              |
| 4   | Lewart Lubartów             | 28 | 15 | 3  | 10 | 62     | 30     | +32   | 48  |                             |              |
| 5   | Powiślak Końskowola         | 28 | 13 | 7  | 8  | 56     | 40     | +16   | 46  |                             |              |
| 6   | Kłos Chełm                  | 28 | 13 | 6  | 9  | 47     | 43     | +4    | 45  |                             |              |
| 7   | Lublinianka Lublin          | 28 | 11 | 10 | 7  | 47     | 32     | +15   | 43  |                             |              |
| 8   | Kryształ Werbkowice         | 28 | 13 | 2  | 13 | 41     | 52     | −11   | 41  | WER – ŁĘ2 1:0 ŁĘ2 – WER 0:2 |              |
| 9   | Górnik II Łęczna            | 28 | 12 | 5  | 11 | 64     | 49     | +15   | 41  | WER – ŁĘ2 1:0 ŁĘ2 – WER 0:2 |              |
| 10  | Łada 1945 Biłgoraj          | 28 | 11 | 5  | 12 | 45     | 52     | −7    | 38  |                             |              |
| 11  | Eko Różanka                 | 28 | 10 | 5  | 13 | 38     | 56     | −18   | 35  |                             |              |
| 12  | Victoria Żmudź              | 28 | 6  | 6  | 16 | 32     | 76     | −44   | 24  |                             |              |
| 13  | MKS Ryki                    | 28 | 6  | 3  | 19 | 31     | 93     | −62   | 21  |                             |              |
| 14  | Sokół Adamów (S)            | 28 | 5  | 4  | 19 | 34     | 74     | −40   | 19  | Spadek do klasy okręgowej   |              |
| 15  | Roztocze Szczebrzeszyn (S)  | 28 | 1  | 4  | 23 | 21     | 69     | −48   | 7   | Spadek do klasy okręgowej   |              |
| 16  | Włodawianka Włodawa1 (S)    | 0  | 0  | 0  | 0  | 0      | 0      | 0     | 0   | Drużyna wycofana            |              |

## Grupa V (lubuska)
W grupie wystąpiło 16 zespołów, które walczyły o miejsce premiowane awansem do III ligi, grupa III. Ostatnie zespoły spadły do klasy okręgowej.

### Drużyny
| Uczestnicy poprzedniej edycji | Uczestnicy poprzedniej edycji | Uczestnicy poprzedniej edycji | Uczestnicy poprzedniej edycji |
| ----------------------------- | ----------------------------- | ----------------------------- | ----------------------------- |
| ILR                           | Ilanka Rzepin                 | 2                             |                               |
| ZBĄ                           | Syrena Zbąszynek              | 3                             |                               |
| PRZ                           | TS Przylep                    | 5                             |                               |
| OŚN                           | Spójnia Ośno Lubuskie         | 6                             |                               |
| SPR                           | Sprotavia Szprotawa           | 7                             |                               |
| PKN                           | Piast Karnin                  | 8                             |                               |
| DPR                           | Dąb Przybyszów                | 9                             |                               |
| POG                           | Pogoń Świebodzin              | 10                            |                               |
| DRE                           | Lubuszanin Drezdenko          | 11                            |                               |
| ANS                           | Arka Nowa Sól                 | 12                            |                               |
| CWI                           | Czarni Witnica                | 13                            |                               |
| BOD                           | Odra Bytom Odrzański          | 14                            |                               |
| BLU                           | Budowlani Lubsko              | 15                            |                               |
| KKO                           | Korona Kożuchów               | 16                            |                               |

| Awans z ligi okręgowej    | Awans z ligi okręgowej    | Awans z ligi okręgowej | Awans z ligi okręgowej |
| ------------------------- | ------------------------- | ---------------------- | ---------------------- |
| grupa Gorzów Wielkopolski |                           |                        |                        |
| GWK                       | Warta Gorzów Wielkopolski | 1                      |                        |
| grupa Zielona Góra        |                           |                        |                        |
| TKO                       | Tęcza Krosno Odrzańskie   | 1                      |                        |

### Tabela
| Lp. | Drużyna                           | M  | Z  | R  | P  | Bramki | Bramki | Różn. | Pkt | Uwagi                       | Bezpośrednio |
| --- | --------------------------------- | -- | -- | -- | -- | ------ | ------ | ----- | --- | --------------------------- | ------------ |
| 1   | Warta Gorzów Wielkopolski (M) (A) | 30 | 24 | 4  | 2  | 69     | 23     | +46   | 76  | Awans do III ligi           |              |
| 2   | Tęcza Krosno Odrzańskie           | 30 | 18 | 5  | 7  | 81     | 41     | +40   | 59  |                             |              |
| 3   | Ilanka Rzepin                     | 30 | 16 | 5  | 9  | 69     | 56     | +13   | 53  |                             |              |
| 4   | Lubuszanin Drezdenko              | 30 | 14 | 6  | 10 | 59     | 47     | +12   | 48  |                             |              |
| 5   | TS Przylep                        | 30 | 11 | 13 | 6  | 58     | 48     | +10   | 46  | PRZ - CWI 0:0 CWI - PRZ 1:2 |              |
| 6   | Czarni Witnica                    | 30 | 11 | 13 | 6  | 48     | 38     | +10   | 46  | PRZ - CWI 0:0 CWI - PRZ 1:2 |              |
| 7   | Syrena Zbąszynek                  | 30 | 13 | 6  | 11 | 55     | 51     | +4    | 45  | ZBĄ - DPR 1:1 DPR - ZBĄ 2:2 |              |
| 8   | Dąb Przybyszów                    | 30 | 13 | 6  | 11 | 65     | 53     | +12   | 45  | ZBĄ - DPR 1:1 DPR - ZBĄ 2:2 |              |
| 9   | Korona Kożuchów                   | 30 | 10 | 10 | 10 | 35     | 38     | −3    | 40  |                             |              |
| 10  | Pogoń Świebodzin                  | 30 | 11 | 3  | 16 | 52     | 60     | −8    | 36  |                             |              |
| 11  | Arka Nowa Sól                     | 30 | 8  | 11 | 11 | 41     | 46     | −5    | 35  | ANS - SPR 2:0 SPR - ANS 0:3 |              |
| 12  | Sprotavia Szprotawa               | 30 | 8  | 11 | 11 | 30     | 37     | −7    | 35  | ANS - SPR 2:0 SPR - ANS 0:3 |              |
| 13  | Spójnia Ośno Lubuskie             | 30 | 10 | 4  | 16 | 40     | 52     | −12   | 34  |                             |              |
| 14  | Odra Bytom Odrzański              | 30 | 9  | 5  | 16 | 52     | 83     | −31   | 32  |                             |              |
| 15  | Budowlani Lubsko (S)              | 30 | 6  | 5  | 19 | 33     | 67     | −34   | 23  | Spadek do klasy okręgowej   |              |
| 16  | Piast Karnin (S)                  | 30 | 3  | 3  | 24 | 23     | 70     | −47   | 12  | Spadek do klasy okręgowej   |              |

## Grupa VI (łódzka)
W grupie wystąpiło 18 zespołów, które walczyły o miejsce premiowane awansem do III ligi, grupa I. Ostatnie zespoły spadły do klasy okręgowej.

### Drużyny
| Uczestnicy poprzedniej edycji | Uczestnicy poprzedniej edycji | Uczestnicy poprzedniej edycji | Uczestnicy poprzedniej edycji |
| ----------------------------- | ----------------------------- | ----------------------------- | ----------------------------- |
| WDZ                           | Warta Działoszyn              | 2                             |                               |
| OMG                           | Omega Kleszczów               | 3                             |                               |
| USK                           | Unia Skierniewice             | 4                             |                               |
| ZBE                           | Zjednoczeni Bełchatów         | 51                            |                               |
| POD                           | Ner Poddębice                 | 6                             |                               |
| BE2                           | GKS II Bełchatów              | 7                             |                               |
| KUT                           | KS Kutno                      | 8                             |                               |
| KWI                           | LKS Kwiatkowice               | 9                             |                               |
| PIL                           | Pilica Przedbórz              | 10                            |                               |
| STR                           | Zjednoczeni Stryków           | 11                            |                               |
| PAJ                           | Zawisza Pajęczno              | 12                            |                               |
| PAR                           | KS Paradyż                    | 13                            |                               |
| CER                           | Ceramika Opoczno              | 14                            |                               |
| WZE                           | Włókniarz Zelów               | 15                            |                               |

| Awans z ligi okręgowej     | Awans z ligi okręgowej | Awans z ligi okręgowej | Awans z ligi okręgowej |
| -------------------------- | ---------------------- | ---------------------- | ---------------------- |
| grupa Łódź                 |                        |                        |                        |
| BZG                        | Boruta Zgierz          | 1                      |                        |
| grupa Piotrków Trybunalski |                        |                        |                        |
| STN                        | Stal Niewiadów         | 1                      |                        |
| grupa Sieradz              |                        |                        |                        |
| ORB                        | Orkan Buczek           | 1                      |                        |
| grupa Skierniewice         |                        |                        |                        |
| PE2                        | Pelikan II Łowicz      | 1                      |                        |

Objaśnienia:
1. Zjednoczeni Bełchatów wycofali się po 21. kolejce.

### Tabela
| Lp. | Drużyna                    | M  | Z  | R | P  | Bramki | Bramki | Różn. | Pkt | Uwagi                       | Bezpośrednio                |
| --- | -------------------------- | -- | -- | - | -- | ------ | ------ | ----- | --- | --------------------------- | --------------------------- |
| 1   | Unia Skierniewice (M) (A)  | 34 | 30 | 3 | 1  | 111    | 11     | +100  | 93  | Awans do III ligi           |                             |
| 2   | Warta Działoszyn           | 34 | 23 | 5 | 6  | 76     | 37     | +39   | 74  |                             |                             |
| 3   | Ner Poddębice              | 34 | 22 | 6 | 6  | 86     | 42     | +44   | 72  |                             |                             |
| 4   | LKS Kwiatkowice            | 34 | 19 | 8 | 7  | 84     | 37     | +47   | 65  |                             |                             |
| 5   | Zjednoczeni Stryków        | 34 | 17 | 6 | 11 | 66     | 38     | +28   | 57  |                             |                             |
| 6   | Omega Kleszczów            | 34 | 16 | 7 | 11 | 67     | 55     | +12   | 55  |                             |                             |
| 7   | Włókniarz Zelów            | 34 | 17 | 2 | 15 | 65     | 63     | +2    | 53  |                             |                             |
| 8   | KS Paradyż2 (S)            | 34 | 16 | 4 | 14 | 66     | 47     | +19   | 52  | Drużyna wycofana            | PAR – SNI 0:1 SNI – PAR 0:2 |
| 9   | Stal Niewiadów             | 34 | 15 | 7 | 12 | 60     | 46     | +14   | 52  |                             | PAR – SNI 0:1 SNI – PAR 0:2 |
| 10  | KS Kutno                   | 34 | 13 | 6 | 15 | 84     | 55     | +29   | 45  | KKU – PŁO 3:0 PŁO – KKU 3:0 |                             |
| 11  | Pelikan II Łowicz          | 34 | 13 | 6 | 15 | 55     | 54     | +1    | 45  | KKU – PŁO 3:0 PŁO – KKU 3:0 |                             |
| 12  | Orkan Buczek               | 34 | 12 | 7 | 15 | 66     | 58     | +8    | 43  |                             |                             |
| 13  | Ceramika Opoczno           | 34 | 12 | 6 | 16 | 42     | 55     | −13   | 42  |                             |                             |
| 14  | Boruta Zgierz              | 34 | 11 | 8 | 15 | 68     | 74     | −6    | 41  |                             |                             |
| 15  | GKS II Bełchatów2 (S)      | 34 | 10 | 4 | 20 | 61     | 84     | −23   | 34  | Drużyna wycofana            |                             |
| 16  | Pilica Przedbórz           | 34 | 8  | 7 | 19 | 56     | 84     | −28   | 31  |                             |                             |
| 17  | Zawisza Pajęczno3          | 34 | 5  | 2 | 27 | 27     | 114    | −87   | 17  |                             |                             |
| 18  | Zjednoczeni Bełchatów1 (S) | 34 | 0  | 0 | 34 | 4      | 189    | −185  | 0   | Drużyna wycofana            |                             |

## Grupa VII (małopolska wschodnia)
W grupie występuje 16 zespołów, które walczą o miejsce w barażach, premiowane awansem do III ligi, grupa IV. Ostatnie zespoły spadną do klasy okręgowej.

### Drużyny
| Uczestnicy poprzedniej edycji | Uczestnicy poprzedniej edycji | Uczestnicy poprzedniej edycji | Uczestnicy poprzedniej edycji |
| ----------------------------- | ----------------------------- | ----------------------------- | ----------------------------- |
| LIM                           | Limanovia Limanowa            | 1                             |                               |
| BAR                           | Barciczanka Barcice           | 2                             |                               |
| PMU                           | Poprad Muszyna                | 3                             |                               |
| BTA                           | Watra Białka Tatrzańska       | 4                             |                               |
| MAN                           | Lubań Maniowy                 | 5                             |                               |
| WWR                           | Wolania Wola Rzędzińska       | 6                             |                               |
| RYT                           | Poprad Rytro                  | 7                             |                               |
| DRW                           | GKS Drwinia                   | 8                             |                               |
| TAR                           | Tarnovia Tarnów               | 9                             |                               |
| BOC                           | Bocheński KS                  | 10                            |                               |
| TYM                           | KS Tymbark                    | 11                            |                               |
| GOR                           | Glinik Gorlice                | 12                            |                               |

| Awans z ligi okręgowej | Awans z ligi okręgowej | Awans z ligi okręgowej | Awans z ligi okręgowej |
| ---------------------- | ---------------------- | ---------------------- | ---------------------- |
| grupa Nowy Sącz        |                        |                        |                        |
| SNS2                   | Sandecja II Nowy Sącz  | 1                      |                        |
| OPI                    | Olimpia Pisarzowa      | 2                      |                        |
| grupa Tarnów I         |                        |                        |                        |
| ŻAB                    | MLKS Żabno             | 1                      |                        |
| grupa Tarnów II        |                        |                        |                        |
| TUC                    | Tuchovia Tuchów        | 2                      |                        |

### Tabela
| Lp. | Drużyna                     | M  | Z  | R | P  | Bramki | Bramki | Różn. | Pkt | Uwagi                                                         | Bezpośrednio |
| --- | --------------------------- | -- | -- | - | -- | ------ | ------ | ----- | --- | ------------------------------------------------------------- | ------------ |
| 1   | Barciczanka Barcice (M) (B) | 30 | 18 | 4 | 8  | 70     | 35     | +35   | 58  | Baraże o III ligę                                             |              |
| 2   | Limanovia Limanowa          | 30 | 17 | 5 | 8  | 86     | 37     | +49   | 56  |                                                               |              |
| 3   | Lubań Maniowy               | 30 | 15 | 9 | 6  | 49     | 32     | +17   | 54  |                                                               |              |
| 4   | Sandecja II Nowy Sącz       | 30 | 17 | 2 | 11 | 67     | 50     | +17   | 53  | SNS2 – BTA 6:0 BTA – SNS2 1:3                                 |              |
| 5   | Watra Białka Tatrzańska     | 30 | 15 | 8 | 7  | 58     | 48     | +10   | 53  | SNS2 – BTA 6:0 BTA – SNS2 1:3                                 |              |
| 6   | Glinik Gorlice              | 30 | 15 | 4 | 11 | 55     | 50     | +5    | 49  | GOR – BOC 3:2 BOC – GOR 0:0                                   |              |
| 7   | Bocheński KS                | 30 | 15 | 4 | 11 | 54     | 37     | +17   | 49  | GOR – BOC 3:2 BOC – GOR 0:0                                   |              |
| 8   | Poprad Muszyna              | 30 | 14 | 5 | 11 | 49     | 40     | +9    | 47  |                                                               |              |
| 9   | GKS Drwinia                 | 30 | 12 | 6 | 12 | 46     | 44     | +2    | 42  | DRW: 8 pkt, różn. +4 TAR: 5 pkt, różn. 0 OPI: 3 pkt, różn. -4 |              |
| 10  | Tarnovia Tarnów             | 30 | 12 | 6 | 12 | 48     | 44     | +4    | 42  | DRW: 8 pkt, różn. +4 TAR: 5 pkt, różn. 0 OPI: 3 pkt, różn. -4 |              |
| 11  | Olimpia Pisarzowa           | 30 | 13 | 3 | 14 | 49     | 58     | −9    | 42  | DRW: 8 pkt, różn. +4 TAR: 5 pkt, różn. 0 OPI: 3 pkt, różn. -4 |              |
| 12  | MLKS Żabno                  | 30 | 11 | 8 | 11 | 40     | 42     | −2    | 41  |                                                               |              |
| 13  | Wolania Wola Rzędzińska (S) | 30 | 10 | 7 | 13 | 51     | 45     | +6    | 37  | Spadek do klasy okręgowej                                     |              |
| 14  | Poprad Rytro (S)            | 30 | 8  | 4 | 18 | 36     | 61     | −25   | 28  | Spadek do klasy okręgowej                                     |              |
| 15  | Tuchovia Tuchów (S)         | 30 | 3  | 6 | 21 | 32     | 82     | −50   | 15  | Spadek do klasy okręgowej                                     |              |
| 16  | KS Tymbark (S)              | 30 | 4  | 1 | 25 | 18     | 103    | −85   | 13  | Spadek do klasy okręgowej                                     |              |

### Baraże o III ligę
Po zakończeniu sezonu rozegrano mecze barażowe o miejsce w III lidze w sezonie 2018/2019 pomiędzy 1. drużyną IV ligi (grupa małopolska wschodnia) a 1. zespołem IV ligi (grupa małopolska zachodnia). Mecze odbyły się odpowiednio 16 i 24 czerwca 2018.
| 16 czerwca 2018 17:00 | Hutnik Kraków · Łukasz Kędziora 27' (k) · Mariusz Bienias 75' | 2:1(1:1)Raport | Barciczanka Barcice · 34' (s) Mariusz Bienias                    | Kraków Widzów: 1000 Sędzia: Sebastian Wiśniowski (Kraków) |
|                       | kartki: · Mariusz Bienias                                     |                | kartki: · Wojciech Janur · Krzysztof Tarasek · Artur Majchrowski |                                                           |

| 24 czerwca 2018 15:00 | Barciczanka Barcice | 0:6(0:3)Raport | Hutnik Kraków · 20', 23', 30' Hubert Pachowicz · 59' Mateusz Kotwica · 87' Błażej Radwanek · 90' Bartosz Tetych | Barcice Widzów: bez udziału publiczności Sędzia: Michał Fudala (Brzesko) |
|                       |                     |                | kartki: · Tomasz Jaklik · Hubert Pachowicz                                                                      |                                                                          |

Awans do III ligi w sezonie 2018/2019 uzyskał Hutnik Kraków.

## Grupa VIII (małopolska zachodnia)
W grupie występuje 16 zespołów, które walczą o miejsce w barażach premiowane awansem do III ligi, grupa IV. Ostatnie zespoły spadają do klasy okręgowej.

### Drużyny
| Uczestnicy poprzedniej edycji | Uczestnicy poprzedniej edycji | Uczestnicy poprzedniej edycji | Uczestnicy poprzedniej edycji |
| ----------------------------- | ----------------------------- | ----------------------------- | ----------------------------- |
| HUT                           | Hutnik Kraków                 | 3                             |                               |
| GIE                           | Jutrzenka Giebułtów           | 4                             |                               |
| WGR                           | Wiślanka Grabie               | 5                             |                               |
| DAL                           | Dalin Myślenice               | 6                             |                               |
| OŚW                           | Unia Oświęcim                 | 7                             |                               |
| MIC                           | Michałowianka Michałowice     | 82                            |                               |
| SSD                           | Sosnowianka Stanisław Dolny   | 9                             |                               |
| KLD                           | Iskra Klecza Dolna            | 10                            |                               |
| BES                           | Beskid Andrychów              | 11                            |                               |
| WEG                           | TS Węgrzce                    | 12                            |                               |
| PCI                           | Pcimianka Pcim                | 13                            |                               |
| OPW                           | Orzeł Piaski Wielkie          | 141                           |                               |

| Awans z ligi okręgowej | Awans z ligi okręgowej | Awans z ligi okręgowej | Awans z ligi okręgowej |
| ---------------------- | ---------------------- | ---------------------- | ---------------------- |
| grupa Kraków I         |                        |                        |                        |
| OKU                    | KS Olkusz              | 1                      |                        |
| grupa Kraków II        |                        |                        |                        |
| CLE                    | Clepardia Kraków       | 1                      |                        |
| Kraków III             |                        |                        |                        |
| GÓR                    | Górnik Wieliczka       | 1                      |                        |
| grupa Wadowice         |                        |                        |                        |
| ORY                    | Orzeł Ryczów           | 1                      |                        |

Objaśnienia:
1. Cracovia II wycofała się po zakończeniu poprzedniego sezonu, w związku z czym utrzymał się Orzeł Piaski Wielkie.
2. Michałowianka Michałowice wycofała się po rundzie jesiennej.

### Tabela
| Lp. | Drużyna                         | M  | Z  | R | P  | Bramki | Bramki | Różn. | Pkt | Uwagi                       | Bezpośrednio |
| --- | ------------------------------- | -- | -- | - | -- | ------ | ------ | ----- | --- | --------------------------- | ------------ |
| 1   | Hutnik Kraków (M) (B)           | 30 | 27 | 0 | 3  | 126    | 26     | +100  | 81  | Baraże o III ligę           |              |
| 2   | Dalin Myślenice                 | 30 | 20 | 5 | 5  | 84     | 28     | +56   | 65  |                             |              |
| 3   | Unia Oświęcim                   | 30 | 18 | 7 | 5  | 65     | 32     | +33   | 61  |                             |              |
| 4   | Wiślanka Grabie                 | 30 | 17 | 6 | 7  | 67     | 42     | +25   | 57  |                             |              |
| 5   | Górnik Wieliczka                | 30 | 18 | 2 | 10 | 72     | 46     | +26   | 56  |                             |              |
| 6   | Pcimianka Pcim                  | 30 | 15 | 5 | 10 | 64     | 42     | +22   | 50  |                             |              |
| 7   | Orzeł Ryczów                    | 30 | 14 | 7 | 9  | 60     | 41     | +19   | 49  |                             |              |
| 8   | Jutrzenka Giebułtów             | 30 | 14 | 6 | 10 | 65     | 41     | +24   | 48  |                             |              |
| 9   | Beskid Andrychów                | 30 | 10 | 7 | 13 | 50     | 62     | −12   | 37  |                             |              |
| 10  | Clepardia Kraków                | 30 | 9  | 8 | 13 | 47     | 54     | −7    | 35  |                             |              |
| 11  | Orzeł Piaski Wielkie            | 30 | 9  | 6 | 15 | 51     | 71     | −20   | 33  | OPW – OKU 0:2 OKU – OPW 1:4 |              |
| 12  | KS Olkusz                       | 30 | 9  | 6 | 15 | 45     | 63     | −18   | 33  | OPW – OKU 0:2 OKU – OPW 1:4 |              |
| 13  | TS Węgrzce (S)                  | 30 | 9  | 4 | 17 | 56     | 71     | −15   | 31  | Spadek do klasy okręgowej   |              |
| 14  | Iskra Klecza Dolna (S)          | 30 | 6  | 5 | 19 | 34     | 68     | −34   | 23  | Spadek do klasy okręgowej   |              |
| 15  | Sosnowianka Stanisław Dolny (S) | 30 | 1  | 1 | 28 | 18     | 173    | −155  | 4   | Spadek do klasy okręgowej   |              |
| 16  | Michałowianka Michałowice1 (S)  | 30 | 5  | 3 | 22 | 29     | 73     | −44   | 18  | Drużyna wycofana            |              |

### Baraże o III ligę
Po zakończeniu sezonu rozegrano mecze barażowe o miejsce w III lidze w sezonie 2018/2019 pomiędzy 1. drużyną IV ligi (grupa małopolska wschodnia) a 1. zespołem IV ligi (grupa małopolska zachodnia). Mecze odbyły się odpowiednio 16 i 24 czerwca 2018.
| 16 czerwca 2018 17:00 | Hutnik Kraków · Łukasz Kędziora 27' (k) · Mariusz Bienias 75' | 2:1(1:1)Raport | Barciczanka Barcice · 34' (s) Mariusz Bienias                    | Kraków Widzów: 1000 Sędzia: Sebastian Wiśniowski (Kraków) |
|                       | kartki: · Mariusz Bienias                                     |                | kartki: · Wojciech Janur · Krzysztof Tarasek · Artur Majchrowski |                                                           |

| 24 czerwca 2018 15:00 | Barciczanka Barcice | 0:6(0:3)Raport | Hutnik Kraków · 20', 23', 30' Hubert Pachowicz · 59' Mateusz Kotwica · 87' Błażej Radwanek · 90' Bartosz Tetych | Barcice Widzów: bez udziału publiczności Sędzia: Michał Fudala (Brzesko) |
|                       |                     |                | kartki: · Tomasz Jaklik · Hubert Pachowicz                                                                      |                                                                          |

Awans do III ligi w sezonie 2018/2019 uzyskał Hutnik Kraków.

## Grupa IX (mazowiecka południowa)
W grupie występowało 16 zespołów, które walczyły o miejsce w barażach, premiowane awansem do III ligi, grupa I. Ostatnie zespoły spadły do klasy okręgowej.

### Drużyny
| Uczestnicy poprzedniej edycji | Uczestnicy poprzedniej edycji | Uczestnicy poprzedniej edycji | Uczestnicy poprzedniej edycji |
| ----------------------------- | ----------------------------- | ----------------------------- | ----------------------------- |
| Grupa mazowiecka południowa   |                               |                               |                               |
| BRŃ                           | Broń Radom                    | 2                             |                               |
| MSZ                           | Mszczonowianka Mszczonów      | 3                             |                               |
| MAZ                           | Mazur Karczew                 | 4                             |                               |
| PIL                           | Pilica Białobrzegi            | 5                             |                               |
| PRZ                           | Oskar Przysucha               | 6                             |                               |
| JGA                           | Sparta Jazgarzew              | 7                             |                               |
| PIA                           | MKS Piaseczno                 | 8                             |                               |
| EKO                           | Energia Kozienice             | 9                             |                               |
| GAR                           | Wilga Garwolin                | 10                            |                               |
| BBL                           | Błonianka Błonie              | 11                            |                               |
| PRO                           | LKS Promna                    | 12                            |                               |
| ZPR2                          | Znicz II Pruszków             | 13                            |                               |

| Uczestnicy poprzedniej edycji | Uczestnicy poprzedniej edycji | Uczestnicy poprzedniej edycji | Uczestnicy poprzedniej edycji |
| ----------------------------- | ----------------------------- | ----------------------------- | ----------------------------- |
| Grupa mazowiecka północna     |                               |                               |                               |
| PGM                           | Pogoń Grodzisk Mazowiecki     | 1                             |                               |

| Awans z ligi okręgowej | Awans z ligi okręgowej | Awans z ligi okręgowej | Awans z ligi okręgowej |
| ---------------------- | ---------------------- | ---------------------- | ---------------------- |
| grupa Radom            |                        |                        |                        |
| JED                    | LKS Jedlińsk           | 1                      |                        |
| grupa Siedlce          |                        |                        |                        |
| SKÓ                    | Naprzód Skórzec        | 1                      |                        |
| Warszawa II            |                        |                        |                        |
| PZŁ                    | Perła Złotokłos        | 1                      |                        |

### Tabela
| Lp. | Drużyna                   | M  | Z  | R | P  | Bramki | Bramki | Różn. | Pkt | Uwagi                       | Bezpośrednio                |
| --- | ------------------------- | -- | -- | - | -- | ------ | ------ | ----- | --- | --------------------------- | --------------------------- |
| 1   | Broń Radom (M) (B)        | 30 | 19 | 5 | 6  | 87     | 38     | +49   | 62  | Baraże o III ligę           | BRŃ – MAZ 4:0 MAZ – BRŃ 1:1 |
| 2   | Mazur Karczew             | 30 | 19 | 5 | 6  | 66     | 35     | +31   | 62  |                             | BRŃ – MAZ 4:0 MAZ – BRŃ 1:1 |
| 3   | Pogoń Grodzisk Mazowiecki | 30 | 18 | 5 | 7  | 70     | 28     | +42   | 59  |                             |                             |
| 4   | Pilica Białobrzegi        | 30 | 17 | 5 | 8  | 63     | 28     | +35   | 56  | PIL – MSZ 4:0 MSZ – PIL 3:2 |                             |
| 5   | Mszczonowianka Mszczonów  | 30 | 17 | 5 | 8  | 60     | 43     | +17   | 56  | PIL – MSZ 4:0 MSZ – PIL 3:2 |                             |
| 6   | Oskar Przysucha           | 30 | 16 | 6 | 8  | 64     | 44     | +20   | 54  |                             |                             |
| 7   | Sparta Jazgarzew          | 30 | 16 | 1 | 13 | 60     | 54     | +6    | 49  | JGA – BBL 2:1 BBL – JGA 1:2 |                             |
| 8   | Błonianka Błonie          | 30 | 14 | 7 | 9  | 58     | 43     | +15   | 49  | JGA – BBL 2:1 BBL – JGA 1:2 |                             |
| 9   | Energia Kozienice         | 30 | 14 | 5 | 11 | 49     | 43     | +6    | 47  |                             |                             |
| 10  | LKS Jedlińsk              | 30 | 13 | 5 | 12 | 60     | 40     | +20   | 44  |                             |                             |
| 11  | MKS Piaseczno             | 30 | 10 | 7 | 13 | 60     | 57     | +3    | 37  |                             |                             |
| 12  | Wilga Garwolin            | 30 | 8  | 7 | 15 | 35     | 66     | −31   | 31  |                             |                             |
| 13  | Znicz II Pruszków         | 30 | 6  | 6 | 18 | 33     | 67     | −34   | 24  |                             |                             |
| 14  | LKS Promna                | 30 | 3  | 9 | 18 | 26     | 71     | −45   | 18  |                             |                             |
| 15  | Naprzód Skórzec (S)       | 30 | 3  | 6 | 21 | 41     | 104    | −63   | 15  | Spadek do klasy okręgowej   |                             |
| 16  | Perła Złotokłos (S)       | 30 | 2  | 6 | 22 | 20     | 91     | −71   | 12  | Spadek do klasy okręgowej   |                             |

### Baraże o III ligę
Po zakończeniu sezonu rozegrano mecze barażowe o miejsce w III lidze w sezonie 2018/2019 pomiędzy 1. drużyną IV ligi (grupa mazowiecka południe) a 1. zespołem IV ligi (grupa mazowiecka północ). Mecze odbyły się odpowiednio 23 i 27 czerwca 2018.
| 23 czerwca 2018 17:00 | Mazovia Mińsk Mazowiecki                                                        | 0:2(0:2)Raport | Broń Radom · 11', 21' Kamil Czarnecki | Mińsk Mazowiecki Widzów: 1100 Sędzia: Sebastian Załęski (Ostrołęka) |
|                       | kartki: · Alan Grabek · Mateusz Janusiewicz · Łukasz Puciłowski · Mikołaj Tokaj |                | kartki: · Dominik Leśniewski          |                                                                     |

| 27 czerwca 2018 17:00 | Broń Radom · Kamil Czarnecki 41' (k) · Wiktor Putin 53' | 2:0(1:0)Raport | Mazovia Mińsk Mazowiecki                                                                 | Radom Widzów: 730 Sędzia: Tomasz Marciniak (Płock) |
|                       | kartki: · Dawid Sala · Adam Imiela                      |                | kartki: · Kacper Kozikowski · Karol Noiszewski · Łukasz Puciłowski · Mateusz Janusiewicz |                                                    |

Awans do III ligi w sezonie 2018/2019 uzyskał Broń Radom.

## Grupa X (mazowiecka północna)
W grupie występuje 15 zespołów, które walczą o miejsce w barażach premiowane awansem do III ligi, grupa I. Ostatnie zespoły spadają do klasy okręgowej.

### Drużyny
| Uczestnicy poprzedniej edycji | Uczestnicy poprzedniej edycji | Uczestnicy poprzedniej edycji | Uczestnicy poprzedniej edycji |
| ----------------------------- | ----------------------------- | ----------------------------- | ----------------------------- |
| MMM                           | Mazovia Mińsk Mazowiecki      | 2                             |                               |
| CIE                           | MKS Ciechanów                 | 3                             |                               |
| WP2                           | Wisła II Płock                | 4                             |                               |
| ŁOM                           | KS Łomianki                   | 5                             |                               |
| OŻA                           | Ożarowianka Ożarów Mazowiecki | 6                             |                               |
| BRA                           | Błękitni Raciąż               | 72                            |                               |
| PS2                           | Pogoń II Siedlce              | 8                             |                               |
| MPR                           | MKS Przasnysz                 | 9                             |                               |
| BZU                           | Bzura Chodaków                | 101                           |                               |
| MŁA                           | Mławianka Mława               | 11                            |                               |
| DOL                           | Dolcan Ząbki                  | 12                            |                               |
| BUG                           | Bug Wyszków                   | 13                            |                               |

| Spadek z III ligi 2016/2017 | Spadek z III ligi 2016/2017 | Spadek z III ligi 2016/2017 | Spadek z III ligi 2016/2017 |
| --------------------------- | --------------------------- | --------------------------- | --------------------------- |
| grupa I                     |                             |                             |                             |
| HWO                         | Huragan Wołomin             | 16                          |                             |

| Awans z ligi okręgowej    | Awans z ligi okręgowej | Awans z ligi okręgowej | Awans z ligi okręgowej |
| ------------------------- | ---------------------- | ---------------------- | ---------------------- |
| grupa Ciechanów-Ostrołęka |                        |                        |                        |
| KOS                       | Korona Ostrołęka       | 1                      |                        |
| grupa Płock               |                        |                        |                        |
| MGO                       | Mazur Gostynin         | 1                      |                        |
| grupa Warszawa I          |                        |                        |                        |
| DRU                       | Drukarz Warszawa       | 1                      |                        |

Objaśnienia:
1. Bzura Chodaków wycofała się przed rozpoczęciem rozgrywek[21].
2. Błękitni Raciąż wycofali się po rundzie jesiennej.

### Tabela
| Lp. | Drużyna                          | M  | Z  | R  | P  | Bramki | Bramki | Różn. | Pkt | Uwagi                       | Bezpośrednio |
| --- | -------------------------------- | -- | -- | -- | -- | ------ | ------ | ----- | --- | --------------------------- | ------------ |
| 1   | Mazovia Mińsk Mazowiecki (M) (B) | 28 | 19 | 2  | 7  | 54     | 31     | +23   | 59  | Baraże o III ligę           |              |
| 2   | Wisła II Płock                   | 28 | 16 | 7  | 5  | 59     | 30     | +29   | 55  |                             |              |
| 3   | Korona Ostrołęka                 | 28 | 16 | 6  | 6  | 54     | 25     | +29   | 54  |                             |              |
| 4   | Dolcan Ząbki                     | 28 | 15 | 7  | 6  | 60     | 31     | +29   | 52  |                             |              |
| 5   | Mławianka Mława                  | 28 | 14 | 3  | 11 | 59     | 57     | +2    | 45  |                             |              |
| 6   | Huragan Wołomin                  | 28 | 11 | 11 | 6  | 43     | 36     | +7    | 44  |                             |              |
| 7   | Drukarz Warszawa                 | 28 | 12 | 6  | 10 | 55     | 48     | +7    | 42  | DRU – PS2 2:1 PS2 – DRU 0:2 |              |
| 8   | Pogoń II Siedlce                 | 28 | 12 | 6  | 10 | 48     | 35     | +13   | 42  | DRU – PS2 2:1 PS2 – DRU 0:2 |              |
| 9   | MKS Przasnysz                    | 24 | 11 | 7  | 6  | 48     | 39     | +9    | 40  |                             |              |
| 10  | Ożarowianka Ożarów Mazowiecki    | 28 | 11 | 6  | 11 | 55     | 49     | +6    | 39  |                             |              |
| 11  | KS Łomianki                      | 28 | 11 | 3  | 14 | 51     | 46     | +5    | 36  |                             |              |
| 12  | MKS Ciechanów (S)                | 28 | 9  | 7  | 12 | 39     | 47     | −8    | 34  | Spadek do klasy okręgowej   |              |
| 13  | Mazur Gostynin (S)               | 28 | 5  | 6  | 17 | 22     | 62     | −40   | 21  | Spadek do klasy okręgowej   |              |
| 14  | Bug Wyszków (S)                  | 28 | 5  | 3  | 20 | 26     | 81     | −55   | 18  | Spadek do klasy okręgowej   |              |
| 15  | Błękitni Raciąż2                 | 28 | 1  | 4  | 23 | 9      | 65     | −56   | 7   | Drużyna wycofana            |              |
| -   | Bzura Chodaków1                  | 0  | 0  | 0  | 0  | 0      | 0      | 0     | 0   | Drużyna wycofana            |              |

### Baraże o III ligę
Po zakończeniu sezonu rozegrano mecze barażowe o miejsce w III lidze w sezonie 2018/2019 pomiędzy 1. drużyną IV ligi (grupa mazowiecka południe) a 1. zespołem IV ligi (grupa mazowiecka północ). Mecze odbyły się odpowiednio 23 i 27 czerwca 2018.
| 23 czerwca 2018 17:00 | Mazovia Mińsk Mazowiecki                                                        | 0:2(0:2)Raport | Broń Radom · 11', 21' Kamil Czarnecki | Mińsk Mazowiecki Widzów: 1100 Sędzia: Sebastian Załęski (Ostrołęka) |
|                       | kartki: · Alan Grabek · Mateusz Janusiewicz · Łukasz Puciłowski · Mikołaj Tokaj |                | kartki: · Dominik Leśniewski          |                                                                     |

| 27 czerwca 2018 17:00 | Broń Radom · Kamil Czarnecki 41' (k) · Wiktor Putin 53' | 2:0(1:0)Raport | Mazovia Mińsk Mazowiecki                                                                 | Radom Widzów: 730 Sędzia: Tomasz Marciniak (Płock) |
|                       | kartki: · Dawid Sala · Adam Imiela                      |                | kartki: · Kacper Kozikowski · Karol Noiszewski · Łukasz Puciłowski · Mateusz Janusiewicz |                                                    |

Awans do III ligi w sezonie 2018/2019 uzyskał Broń Radom.

## Grupa XI (opolska)
W grupie występowało 18 zespołów, które walczyły o miejsce premiowane awansem do III ligi, grupa III. Ostatnie zespoły spadły do klasy okręgowej.

### Drużyny
| Uczestnicy poprzedniej edycji | Uczestnicy poprzedniej edycji | Uczestnicy poprzedniej edycji | Uczestnicy poprzedniej edycji |
| ----------------------------- | ----------------------------- | ----------------------------- | ----------------------------- |
| SWO                           | Swornica Czarnowąsy           | 2                             |                               |
| PWI                           | Porawie Większyce             | 3                             |                               |
| MAŁ                           | Małapanew Ozimek              | 4                             |                               |
| AGŁ                           | Agroplon Głuszyna             | 5                             |                               |
| STA                           | LZS Starowice                 | 6                             |                               |
| GOG                           | MKS Gogolin                   | 7                             |                               |
| OLE                           | OKS Olesno                    | 8                             |                               |
| KRA                           | KS Krapkowice                 | 9                             |                               |
| KUP                           | LZS Kup                       | 101                           |                               |
| PNY                           | Polonia Nysa                  | 11                            |                               |
| SKG                           | Skalnik Gracze                | 12                            |                               |
| KSK                           | KS Krasiejów                  | 13                            |                               |
| KĘD                           | Chemik Kędzierzyn-Koźle       | 14                            |                               |
| NAM                           | Start Namysłów                | 15                            |                               |

| Awans z ligi okręgowej | Awans z ligi okręgowej  | Awans z ligi okręgowej | Awans z ligi okręgowej |
| ---------------------- | ----------------------- | ---------------------- | ---------------------- |
| grupa opolska I        |                         |                        |                        |
| KOL                    | Unia Kolonowskie        | 1                      |                        |
| GON                    | LZS Gronowice           | 2                      |                        |
| grupa opolska II       |                         |                        |                        |
| POP                    | Piast Strzelce Opolskie | 1                      |                        |
| PAC                    | Sparta Paczków          | 2                      |                        |

Objaśnienia:
1. LZS Kup wycofał się po 18. kolejce.

### Tabela
| Lp. | Drużyna                   | M  | Z  | R  | P  | Bramki | Bramki | Różn. | Pkt | Uwagi                       | Bezpośrednio                |
| --- | ------------------------- | -- | -- | -- | -- | ------ | ------ | ----- | --- | --------------------------- | --------------------------- |
| 1   | Agroplon Głuszyna (M) (A) | 34 | 26 | 4  | 4  | 93     | 23     | +70   | 82  | Awans do III ligi           |                             |
| 2   | LZS Starowice             | 34 | 23 | 3  | 8  | 86     | 30     | +56   | 72  |                             |                             |
| 3   | Małapanew Ozimek          | 34 | 21 | 7  | 6  | 74     | 44     | +30   | 70  |                             |                             |
| 4   | KS Krapkowice             | 34 | 22 | 3  | 9  | 81     | 50     | +31   | 69  | KRA – PNY 1:0 PNY – KRA 1:2 |                             |
| 5   | Polonia Nysa              | 34 | 21 | 6  | 7  | 69     | 33     | +36   | 69  | KRA – PNY 1:0 PNY – KRA 1:2 |                             |
| 6   | Swornica Czarnowąsy       | 34 | 18 | 3  | 13 | 71     | 59     | +12   | 57  |                             |                             |
| 7   | Chemik Kędzierzyn-Koźle1  | 34 | 17 | 6  | 11 | 67     | 47     | +20   | 56  |                             |                             |
| 8   | Piast Strzelce Opolskie   | 34 | 15 | 10 | 9  | 62     | 48     | +14   | 55  |                             |                             |
| 9   | Porawie Większyce         | 34 | 16 | 5  | 13 | 68     | 62     | +6    | 53  |                             |                             |
| 10  | Start Namysłów            | 34 | 12 | 9  | 13 | 44     | 46     | −2    | 45  |                             |                             |
| 11  | Skalnik Gracze            | 34 | 10 | 8  | 16 | 44     | 58     | −14   | 38  |                             |                             |
| 12  | MKS Gogolin               | 34 | 9  | 8  | 17 | 47     | 61     | −14   | 35  |                             |                             |
| 13  | OKS Olesno                | 34 | 9  | 6  | 19 | 43     | 62     | −19   | 33  |                             |                             |
| 14  | Unia Kolonowskie (S)      | 34 | 9  | 4  | 21 | 37     | 77     | −40   | 31  | Spadek do klasy okręgowej   |                             |
| 15  | Sparta Paczków (S)        | 34 | 8  | 5  | 21 | 38     | 75     | −37   | 29  | Spadek do klasy okręgowej   |                             |
| 16  | LZS Gronowice (S)         | 34 | 7  | 7  | 20 | 44     | 69     | −25   | 28  | Spadek do klasy okręgowej   | GON – KSK 3:1 KSK – GON 3:2 |
| 17  | KS Krasiejów (S)          | 34 | 8  | 4  | 22 | 43     | 97     | −54   | 28  | Spadek do klasy okręgowej   | GON – KSK 3:1 KSK – GON 3:2 |
| 18  | LZS Kup2 (S)              | 34 | 6  | 0  | 28 | 25     | 95     | −70   | 18  | Spadek do klasy A           |                             |

## Grupa XII (podkarpacka)
W grupie występowało 18 zespołów, które walczyły o miejsce premiowane awansem do III ligi, grupa IV. Ostatnie zespoły spadły do klasy okręgowej.

### Drużyny
| Uczestnicy poprzedniej edycji | Uczestnicy poprzedniej edycji | Uczestnicy poprzedniej edycji | Uczestnicy poprzedniej edycji |
| ----------------------------- | ----------------------------- | ----------------------------- | ----------------------------- |
| IZO                           | Izolator Boguchwała           | 2                             |                               |
| SSI                           | Sokół Sieniawa                | 3                             |                               |
| PTU                           | Piast Tuczempy                | 4                             |                               |
| NIS                           | Sokół Nisko                   | 5                             |                               |
| POP                           | Polonia Przemyśl              | 6                             |                               |
| WIA                           | KS Wiązownica                 | 7                             |                               |
| PIS                           | LKS Pisarowce                 | 8                             |                               |
| PIL                           | Rzemieślnik Pilzno            | 9                             |                               |
| IGL                           | Igloopol Dębica               | 10                            |                               |
| GLM                           | Głogovia Głogów Małopolski    | 11                            |                               |
| WWI                           | Wisłok Wiśniowa               | 12                            |                               |
| ROP                           | Błękitni Ropczyce             | 13                            |                               |

| Spadek z III ligi 2016/2017 | Spadek z III ligi 2016/2017 | Spadek z III ligi 2016/2017 | Spadek z III ligi 2016/2017 |
| --------------------------- | --------------------------- | --------------------------- | --------------------------- |
| grupa IV                    |                             |                             |                             |
| NOW                         | Cosmos Nowotaniec           | 161                         |                             |

| Awans z ligi okręgowej | Awans z ligi okręgowej     | Awans z ligi okręgowej | Awans z ligi okręgowej |
| ---------------------- | -------------------------- | ---------------------- | ---------------------- |
| Dębica                 |                            |                        |                        |
| DĘB                    | Wisłoka Dębica             | 1                      |                        |
| grupa Krosno           |                            |                        |                        |
| ESA                    | Geo-Eko Ekoball Stal Sanok | 1                      |                        |
| grupa Rzeszów          |                            |                        |                        |
| STR                    | Wisłok Strzyżów            | 1                      |                        |
| grupa Stalowa Wola     |                            |                        |                        |
| UNS                    | Unia Nowa Sarzyna          | 1                      |                        |
| grupa Jarosław         |                            |                        |                        |
| STU                    | Granica Stubno             | 1                      |                        |

Objaśnienia:
1. Cosmos Nowotaniec wycofał się po rundzie jesiennej.

## Grupa XIII (podlaska)
W grupie występuje 16 zespołów, które walczą o miejsce premiowane awansem do III ligi, grupa I. Ostatnie zespoły spadają do klasy okręgowej.

### Drużyny
| Uczestnicy poprzedniej edycji | Uczestnicy poprzedniej edycji | Uczestnicy poprzedniej edycji | Uczestnicy poprzedniej edycji |
| ----------------------------- | ----------------------------- | ----------------------------- | ----------------------------- |
| WIS                           | Wissa Szczuczyn               | 2                             |                               |
| WAR                           | Warmia Grajewo                | 3                             |                               |
| WAS                           | KS Wasilków                   | 4                             |                               |
| DĄB                           | Dąb Dąbrowa Białostocka       | 5                             |                               |
| MIC                           | KS Michałowo                  | 6                             |                               |
| AUG                           | Sparta Augustów               | 7                             |                               |
| SZE                           | Sparta 1951 Szepietowo        | 8                             |                               |
| GON                           | Biebrza Goniądz               | 9                             |                               |
| ŁAP                           | Pogoń Łapy                    | 10                            |                               |
| MOŃ                           | Promień Mońki                 | 11                            |                               |
| CRS                           | Cresovia Siemiatycze          | 12                            |                               |
| KOL                           | Orzeł Kolno                   | 13                            |                               |
| JUC                           | Magnat Juchnowiec Kościelny   | 14                            |                               |

| Spadek z III ligi 2016/2017 | Spadek z III ligi 2016/2017 | Spadek z III ligi 2016/2017 | Spadek z III ligi 2016/2017 |
| --------------------------- | --------------------------- | --------------------------- | --------------------------- |
| grupa I                     |                             |                             |                             |
| RWM                         | Ruch Wysokie Mazowieckie    | 17                          |                             |

| Awans z ligi okręgowej | Awans z ligi okręgowej | Awans z ligi okręgowej | Awans z ligi okręgowej |
| ---------------------- | ---------------------- | ---------------------- | ---------------------- |
| grupa podlaska I       |                        |                        |                        |
| MIE                    | MKS Mielnik            | 1                      |                        |
| grupa podlaska II      |                        |                        |                        |
| WS2                    | Wigry II Suwałki       | 1                      |                        |

### Tabela
| Lp. | Drużyna                          | M  | Z  | R | P  | Bramki | Bramki | Różn. | Pkt | Uwagi                       | Bezpośrednio |
| --- | -------------------------------- | -- | -- | - | -- | ------ | ------ | ----- | --- | --------------------------- | ------------ |
| 1   | Ruch Wysokie Mazowieckie (M) (A) | 30 | 25 | 2 | 3  | 98     | 22     | +76   | 77  | Awans do III ligi           |              |
| 2   | Warmia Grajewo                   | 30 | 22 | 3 | 5  | 73     | 27     | +46   | 69  |                             |              |
| 3   | KS Wasilków                      | 30 | 21 | 3 | 6  | 65     | 22     | +43   | 66  |                             |              |
| 4   | Wissa Szczuczyn                  | 30 | 19 | 7 | 4  | 73     | 28     | +45   | 64  |                             |              |
| 5   | Dąb Dąbrowa Białostocka          | 30 | 17 | 3 | 10 | 48     | 38     | +10   | 54  |                             |              |
| 6   | KS Michałowo                     | 30 | 15 | 5 | 10 | 57     | 49     | +8    | 50  |                             |              |
| 7   | Sparta 1951 Szepietowo           | 30 | 14 | 6 | 10 | 51     | 46     | +5    | 48  |                             |              |
| 8   | Wigry II Suwałki                 | 30 | 14 | 5 | 11 | 55     | 40     | +15   | 47  |                             |              |
| 9   | Sparta Augustów                  | 30 | 9  | 7 | 14 | 47     | 67     | −20   | 34  |                             |              |
| 10  | Biebrza Goniądz                  | 30 | 8  | 6 | 16 | 48     | 74     | −26   | 30  |                             |              |
| 11  | MKS Mielnik                      | 30 | 8  | 5 | 17 | 38     | 52     | −14   | 29  |                             |              |
| 12  | Magnat Juchnowiec Kościelny      | 30 | 7  | 7 | 16 | 44     | 72     | −28   | 28  | JUC – CRS 3:0 CRS – JUC 0:3 |              |
| 13  | Cresovia Siemiatycze             | 30 | 8  | 4 | 18 | 33     | 54     | −21   | 28  | JUC – CRS 3:0 CRS – JUC 0:3 |              |
| 14  | Promień Mońki                    | 30 | 7  | 5 | 18 | 36     | 63     | −27   | 26  |                             |              |
| 15  | Orzeł Kolno                      | 30 | 6  | 6 | 18 | 36     | 74     | −38   | 24  |                             |              |
| 16  | Pogoń Łapy1 (S)                  | 30 | 2  | 2 | 26 | 17     | 91     | −74   | 8   | Drużyna wycofana            |              |

## Grupa XIV (pomorska)
W grupie występuje 18 zespołów, które walczą o miejsce premiowane awansem do III ligi, grupa II. Ostatnie zespoły spadają do klasy okręgowej.

### Drużyny
| Uczestnicy poprzedniej edycji | Uczestnicy poprzedniej edycji | Uczestnicy poprzedniej edycji | Uczestnicy poprzedniej edycji |
| ----------------------------- | ----------------------------- | ----------------------------- | ----------------------------- |
| DZI                           | Powiśle Dzierzgoń             | 4                             |                               |
| NOS                           | Grom Nowy Staw                | 5                             |                               |
| AR2                           | Arka II Gdynia                | 6                             |                               |
| KAS                           | Kaszubia Kościerzyna          | 7                             |                               |
| GRS                           | Gryf Słupsk                   | 8                             |                               |
| JAG                           | Jaguar Gdańsk                 | 9                             |                               |
| GNI                           | Stolem Gniewino               | 10                            |                               |
| GKO                           | GTS Kolbudy                   | 11                            |                               |
| RUM                           | Orkan Rumia                   | 12                            |                               |
| GGD                           | Gedania Gdańsk                | 13                            |                               |
| CAR                           | Cartusia Kartuzy              | 14                            |                               |
| AGA                           | Anioły Garczegorze            | 15                            |                               |
| BY2                           | Bytovia II Bytów              | 161                           |                               |
| WYC                           | Sokół Wyczechy                | 171                           |                               |

| Spadek z III ligi 2016/2017 | Spadek z III ligi 2016/2017 | Spadek z III ligi 2016/2017 | Spadek z III ligi 2016/2017 |
| --------------------------- | --------------------------- | --------------------------- | --------------------------- |
| grupa II                    |                             |                             |                             |
| LĘB                         | Pogoń Lębork                | 16                          |                             |

| Awans z klasy okręgowej 2016/2017 | Awans z klasy okręgowej 2016/2017 | Awans z klasy okręgowej 2016/2017 | Awans z klasy okręgowej 2016/2017 |
| --------------------------------- | --------------------------------- | --------------------------------- | --------------------------------- |
| grupa Gdańsk I                    |                                   |                                   |                                   |
| GLU                               | GOSRiT Luzino                     | 1                                 |                                   |
| grupa Gdańsk II                   |                                   |                                   |                                   |
| RST                               | Radunia Stężyca                   | 1                                 |                                   |
| grupa Słupsk                      |                                   |                                   |                                   |
| MIA                               | Start Miastko                     | 1                                 |                                   |

Objaśnienia:
1. Centrum Pelplin i KP Starogard Gdański wycofały się po zakończeniu sezonu 2016/2017. Ich miejsce zajęły Bytovia II Bytów i Sokół Wyczechy.

### Tabela
| Lp. | Drużyna                 | M  | Z  | R  | P  | Bramki | Bramki | Różn. | Pkt | Uwagi                       | Bezpośrednio |
| --- | ----------------------- | -- | -- | -- | -- | ------ | ------ | ----- | --- | --------------------------- | ------------ |
| 1   | Radunia Stężyca (M) (A) | 34 | 31 | 1  | 2  | 120    | 18     | +102  | 94  | Awans do III ligi           |              |
| 2   | Grom Nowy Staw          | 34 | 25 | 2  | 7  | 103    | 45     | +58   | 77  |                             |              |
| 3   | Gryf Słupsk             | 34 | 20 | 7  | 7  | 81     | 43     | +38   | 67  |                             |              |
| 4   | Kaszubia Kościerzyna    | 34 | 15 | 8  | 11 | 66     | 53     | +13   | 53  |                             |              |
| 5   | Anioły Garczegorze      | 34 | 14 | 9  | 11 | 67     | 53     | +14   | 51  | AGA – GNI 1:3 GNI – AGA 0:3 |              |
| 6   | Stolem Gniewino         | 34 | 14 | 9  | 11 | 71     | 58     | +13   | 51  | AGA – GNI 1:3 GNI – AGA 0:3 |              |
| 7   | Arka II Gdynia          | 34 | 14 | 7  | 13 | 62     | 55     | +7    | 49  |                             |              |
| 8   | Jaguar Gdańsk           | 34 | 13 | 9  | 12 | 60     | 58     | +2    | 48  | JAG – GLU 2:0 GLU – JAG 2:1 |              |
| 9   | GOSRiT Luzino           | 34 | 14 | 6  | 14 | 45     | 53     | −8    | 48  | JAG – GLU 2:0 GLU – JAG 2:1 |              |
| 10  | Pogoń Lębork            | 34 | 14 | 5  | 15 | 46     | 64     | −18   | 47  |                             |              |
| 11  | Bytovia II Bytów        | 34 | 11 | 8  | 15 | 42     | 49     | −7    | 41  | BY2 – GKO 2:0 GKO – BY2 0:0 |              |
| 12  | GTS Kolbudy             | 34 | 10 | 11 | 13 | 55     | 49     | +6    | 41  | BY2 – GKO 2:0 GKO – BY2 0:0 |              |
| 13  | Powiśle Dzierzgoń       | 34 | 11 | 7  | 16 | 50     | 64     | −14   | 40  |                             |              |
| 14  | Orkan Rumia             | 34 | 11 | 6  | 17 | 55     | 66     | −11   | 39  | RUM – GGD 1:1 GGD – RUM 2:2 |              |
| 15  | Gedania Gdańsk          | 34 | 11 | 6  | 17 | 69     | 73     | −4    | 39  | RUM – GGD 1:1 GGD – RUM 2:2 |              |
| 16  | Start Miastko (S)       | 34 | 9  | 9  | 16 | 54     | 80     | −26   | 36  | Spadek do klasy okręgowej   |              |
| 17  | Cartusia Kartuzy (S)    | 34 | 9  | 8  | 17 | 67     | 77     | −10   | 35  | Spadek do klasy okręgowej   |              |
| 18  | Sokół Wyczechy (S)      | 34 | 1  | 0  | 33 | 25     | 160    | −135  | 3   | Spadek do klasy okręgowej   |              |

## Grupa XV (śląska I)
W grupie występuje 16 zespołów, które walczą o miejsce w barażach premiowane awansem do III ligi, grupa III. Ostatnie zespoły spadają do klasy okręgowej.

### Drużyny
| Uczestnicy poprzedniej edycji     | Uczestnicy poprzedniej edycji | Uczestnicy poprzedniej edycji | Uczestnicy poprzedniej edycji |
| --------------------------------- | ----------------------------- | ----------------------------- | ----------------------------- |
| IV liga 2016/2017, grupa śląska I |                               |                               |                               |
| RRA                               | Ruch Radzionków               | 2                             |                               |
| SZO                               | Szombierki Bytom              | 3                             |                               |
| SRM                               | Sarmacja Będzin               | 4                             |                               |
| RGR                               | RKS Grodziec                  | 5                             |                               |
| ZAW                               | Warta Zawiercie               | 6                             |                               |
| SIE                               | Przemsza Siewierz             | 7                             |                               |
| GPI                               | Górnik Piaski                 | 9                             |                               |
| POR                               | Polonia Poraj                 | 10                            |                               |
| RA2                               | Raków II Częstochowa          | 11                            |                               |
| PI2                               | Piast II Gliwice              | 12                            |                               |
| MYS                               | MKS Myszków                   | 13                            |                               |

| Uczestnicy poprzedniej edycji      | Uczestnicy poprzedniej edycji | Uczestnicy poprzedniej edycji | Uczestnicy poprzedniej edycji |
| ---------------------------------- | ----------------------------- | ----------------------------- | ----------------------------- |
| IV liga 2016/2017, grupa śląska II |                               |                               |                               |
| PŁG                                | Polonia Łaziska Górne         | 8                             |                               |
| ORN                                | Gwarek Ornontowice            | 9                             |                               |
| SZJ                                | Szczakowianka Jaworzno        | 12                            |                               |

| Awans z ligi okręgowej | Awans z ligi okręgowej | Awans z ligi okręgowej | Awans z ligi okręgowej |
| ---------------------- | ---------------------- | ---------------------- | ---------------------- |
| grupa Katowice IV      |                        |                        |                        |
| ŚCE                    | Śląsk Świętochłowice   | 1                      |                        |
| grupa Częstochowa II   |                        |                        |                        |
| SPL                    | Sparta Lubliniec       | 1                      |                        |

Objaśnienia:
1. Concordia Knurów wycofała się przed rozpoczęciem rozgrywek[33].

### Tabela
| Lp. | Drużyna                    | M  | Z  | R | P  | Bramki | Bramki | Różn. | Pkt | Uwagi                       | Bezpośrednio                |
| --- | -------------------------- | -- | -- | - | -- | ------ | ------ | ----- | --- | --------------------------- | --------------------------- |
| 1   | Ruch Radzionków (M) (B)    | 30 | 19 | 7 | 4  | 61     | 30     | +31   | 64  | Baraże o III ligę           |                             |
| 2   | Szombierki Bytom           | 30 | 17 | 9 | 4  | 56     | 22     | +34   | 60  |                             | SZO – SIE 0:1 SIE – SZO 0:1 |
| 3   | Przemsza Siewierz          | 30 | 19 | 3 | 8  | 57     | 31     | +26   | 60  |                             | SZO – SIE 0:1 SIE – SZO 0:1 |
| 4   | Śląsk Świętochłowice       | 30 | 16 | 7 | 7  | 70     | 40     | +30   | 55  |                             |                             |
| 5   | Polonia Łaziska Górne      | 30 | 15 | 6 | 9  | 66     | 45     | +21   | 51  |                             |                             |
| 6   | RKS Grodziec               | 30 | 15 | 5 | 10 | 67     | 45     | +22   | 50  |                             |                             |
| 7   | MKS Myszków                | 30 | 15 | 3 | 12 | 56     | 42     | +14   | 48  | MYS – SRM 4:2 SRM – MYS 0:3 |                             |
| 8   | Sarmacja Będzin            | 30 | 14 | 6 | 10 | 61     | 38     | +23   | 48  | MYS – SRM 4:2 SRM – MYS 0:3 |                             |
| 9   | Gwarek Ornontowice         | 30 | 12 | 7 | 11 | 48     | 49     | −1    | 43  |                             |                             |
| 10  | Warta Zawiercie            | 30 | 11 | 5 | 14 | 48     | 45     | +3    | 38  |                             |                             |
| 11  | Polonia Poraj              | 30 | 9  | 9 | 12 | 38     | 50     | −12   | 36  |                             |                             |
| 12  | Górnik Piaski              | 30 | 9  | 3 | 18 | 26     | 50     | −24   | 30  |                             |                             |
| 13  | Raków II Częstochowa (B)   | 30 | 9  | 2 | 19 | 47     | 89     | −42   | 29  | Baraże o IV ligę            |                             |
| 14  | Szczakowianka Jaworzno (S) | 30 | 5  | 8 | 17 | 35     | 64     | −29   | 23  | Spadek do klasy okręgowej   |                             |
| 15  | Piast II Gliwice (S)       | 30 | 6  | 3 | 21 | 50     | 94     | −44   | 21  | Spadek do klasy okręgowej   |                             |
| 16  | Sparta Lubliniec (S)       | 30 | 5  | 5 | 20 | 35     | 87     | −52   | 20  | Spadek do klasy okręgowej   |                             |

### Baraże o III ligę
Po zakończeniu sezonu rozegrano dwumecz barażowy o prawo gry w III lidze w sezonie 2018/2019 pomiędzy 1. drużyną IV ligi, grupa śląska I a 11. zespołem IV ligi, grupa śląska II. Mecze odbyły się 16 i 20 czerwca 2018.
| 16 czerwca 2017 17:00 | Polonia Bytom · Hubert Tylec 37' | 1:1(1:0)Raport | Ruch Radzionków · 77' Andrzej Piecuch | Stadion Polonii (Bytom) Widzów: 1850 Sędzia: Rafał Rokosz (Katowice) |
|                       |                                  |                | kartki: · Kamnil Banaś                |                                                                      |

| 20 czerwca 2017 18:00 | Ruch Radzionków · Andrzej Piecuch 70' · Robert Wojsyk 80' (k) | 2:1(0:1)Raport | Polonia Bytom · 21' Marcin Lachowski                           | Stadion Ruchu Radzionków (Bytom) Widzów: 800 Sędzia: Tomasz Wajda (Żywiec) |
|                       | kartki: · Michał Staszowski · Robert Wojsyk                   |                | kartki: · Norbert Radkiewicz · Michał Chrabąszcz · Michał Szal |                                                                            |

Wynik dwumeczu – 3:2 dla Ruchu Radzionków.
Awans na czwarty poziom rozgrywkowy wywalczył Ruch Radzionków.

### Baraże o IV ligę
Po zakończeniu sezonu rozegrano mecz o utrzymanie się w IV lidze w sezonie 2018/2019 pomiędzy 13. drużyną IV ligi, grupa śląska I a 13. zespołem IV ligi, grupa śląska II. Mecz odbył się 23 czerwca 2018.
| 23 czerwca 2018 12:00 | Raków II Częstochowa · Przemysław Mizgała 35' · Piotr Kiński 85' | 2:3(1:2)Raport | Podbeskidzie II Bielsko-Biała · 26', 80' Peter Sládek · 36' Szymon Królak | Ruda Śląska Widzów: 25 |
|                       |                                                                  |                |                                                                           |                        |

Na piątym poziomie ligowym utrzymało się Podbeskidzie II Bielsko-Biała.

## Grupa XVI (śląska II)
W grupie występuje 16 zespołów, które walczą o miejsce w barażach premiowane awansem do III ligi, grupa III. Ostatnie zespoły spadają do klasy okręgowej.

### Drużyny
| Uczestnicy poprzedniej edycji      | Uczestnicy poprzedniej edycji | Uczestnicy poprzedniej edycji | Uczestnicy poprzedniej edycji |
| ---------------------------------- | ----------------------------- | ----------------------------- | ----------------------------- |
| IV liga 2016/2017, grupa śląska II |                               |                               |                               |
| LBE                                | LKS Bełk                      | 1                             |                               |
| RAW                                | GKS Radziechowy-Wieprz        | 2                             |                               |
| CZN                                | LKS Czaniec                   | 3                             |                               |
| PO2                                | Podbeskidzie II Bielsko-Biała | 4                             |                               |
| LĘD                                | MKS Lędziny                   | 5                             |                               |
| DRZ                                | Drzewiarz Jasienica           | 6                             |                               |
| UNR                                | Unia Racibórz                 | 7                             |                               |
| SKO                                | Beskid 09 Skoczów             | 10                            |                               |
| WIL                                | Wilki Wilcza                  | 11                            |                               |
| SPL                                | Spójnia Landek                | 14                            |                               |

| Uczestnicy poprzedniej edycji     | Uczestnicy poprzedniej edycji | Uczestnicy poprzedniej edycji | Uczestnicy poprzedniej edycji |
| --------------------------------- | ----------------------------- | ----------------------------- | ----------------------------- |
| IV liga 2016/2017, grupa śląska I |                               |                               |                               |
| TY2                               | GKS II Tychy                  | 8                             |                               |

| Spadek z II ligi 2016/2017 | Spadek z II ligi 2016/2017 | Spadek z II ligi 2016/2017 | Spadek z II ligi 2016/2017 |
| -------------------------- | -------------------------- | -------------------------- | -------------------------- |
| PBT                        | Polonia Bytom              | 182                        |                            |

| Awans z ligi okręgowej | Awans z ligi okręgowej        | Awans z ligi okręgowej | Awans z ligi okręgowej |
| ---------------------- | ----------------------------- | ---------------------- | ---------------------- |
| grupa Katowice I       |                               |                        |                        |
| GOZ                    | LKS Goczałkowice Zdrój        | 1                      |                        |
| grupa Katowice II      |                               |                        |                        |
| GAS                    | Dąb Gaszowice                 | 1                      |                        |
| grupa Katowice III     |                               |                        |                        |
| COW                    | Odra Centrum Wodzisław Śląski | 1                      |                        |
| grupa Bielsko-Biała    |                               |                        |                        |
| KUŹ                    | Kuźnia Ustroń                 | 1                      |                        |

Objaśnienia:
1. Concordia Knurów wycofała się przed rozpoczęciem rozgrywek[33].
2. Polonia Bytom po spadku z II ligi nie przystąpiła do rozgrywek III ligi[37].

### Tabela
| Lp. | Drużyna                           | M  | Z  | R  | P  | Bramki | Bramki | Różn. | Pkt | Uwagi                       | Bezpośrednio                |
| --- | --------------------------------- | -- | -- | -- | -- | ------ | ------ | ----- | --- | --------------------------- | --------------------------- |
| 1   | Polonia Bytom (M) (B)             | 30 | 20 | 4  | 6  | 72     | 39     | +33   | 64  | Baraże o III ligę           |                             |
| 2   | LKS Bełk                          | 30 | 16 | 8  | 6  | 67     | 44     | +23   | 56  |                             |                             |
| 3   | LKS Czaniec                       | 30 | 13 | 12 | 5  | 43     | 28     | +15   | 51  |                             |                             |
| 4   | GKS Radziechowy-Wieprz            | 30 | 15 | 5  | 10 | 69     | 54     | +15   | 50  |                             |                             |
| 5   | Odra Centrum Wodzisław Śląski     | 30 | 12 | 12 | 6  | 46     | 29     | +17   | 48  |                             |                             |
| 6   | Wilki Wilcza                      | 30 | 13 | 6  | 11 | 56     | 54     | +2    | 45  |                             |                             |
| 7   | GKS II Tychy                      | 30 | 12 | 6  | 12 | 74     | 58     | +16   | 42  |                             |                             |
| 8   | LKS Goczałkowice Zdrój            | 30 | 10 | 11 | 9  | 46     | 53     | −7    | 41  |                             |                             |
| 9   | Dąb Gaszowice                     | 30 | 10 | 8  | 12 | 54     | 58     | −4    | 38  | GAS – DRZ 3:1 DRZ – GAS 0:3 |                             |
| 10  | Drzewiarz Jasienica               | 30 | 11 | 5  | 14 | 45     | 60     | −15   | 38  | GAS – DRZ 3:1 DRZ – GAS 0:3 |                             |
| 11  | Unia Racibórz                     | 30 | 9  | 7  | 14 | 53     | 60     | −7    | 34  | UNR – SPL 3:1 SPL – UNR 2:2 |                             |
| 12  | Spójnia Landek                    | 30 | 9  | 7  | 14 | 43     | 52     | −9    | 34  | UNR – SPL 3:1 SPL – UNR 2:2 |                             |
| 13  | Podbeskidzie II Bielsko-Biała (B) | 30 | 9  | 6  | 15 | 42     | 54     | −12   | 33  | Baraże o IV ligę            | PO2 – KUŹ 0:0 KUŹ – PO2 0:3 |
| 14  | Kuźnia Ustroń                     | 30 | 8  | 9  | 13 | 48     | 51     | −3    | 33  | Spadek do klasy okręgowej   | PO2 – KUŹ 0:0 KUŹ – PO2 0:3 |
| 15  | Beskid 09 Skoczów                 | 30 | 6  | 9  | 15 | 38     | 72     | −34   | 27  | Spadek do klasy okręgowej   |                             |
| 16  | MKS Lędziny                       | 30 | 5  | 9  | 16 | 48     | 78     | −30   | 24  | Spadek do klasy okręgowej   |                             |

### Baraże o III ligę
Po zakończeniu sezonu rozegrano dwumecz barażowy o prawo gry w III lidze w sezonie 2018/2019 pomiędzy 1. drużyną IV ligi, grupa śląska I a 11. zespołem IV ligi, grupa śląska II. Mecze odbyły się 16 i 20 czerwca 2018.
| 16 czerwca 2017 17:00 | Polonia Bytom · Hubert Tylec 37' | 1:1(1:0)Raport | Ruch Radzionków · 77' Andrzej Piecuch | Stadion Polonii (Bytom) Widzów: 1850 Sędzia: Rafał Rokosz (Katowice) |
|                       |                                  |                | kartki: · Kamnil Banaś                |                                                                      |

| 20 czerwca 2017 18:00 | Ruch Radzionków · Andrzej Piecuch 70' · Robert Wojsyk 80' (k) | 2:1(0:1)Raport | Polonia Bytom · 21' Marcin Lachowski                           | Stadion Ruchu (Radzionków) Widzów: 800 Sędzia: Tomasz Wajda (Żywiec) |
|                       | kartki: · Michał Staszowski · Robert Wojsyk                   |                | kartki: · Norbert Radkiewicz · Michał Chrabąszcz · Michał Szal |                                                                      |

Wynik dwumeczu – 3:2 dla Ruchu Radzionków.
Awans na czwarty poziom rozgrywkowy wywalczył Ruch Radzionków.

### Baraże o IV ligę
Po zakończeniu sezonu rozegrano mecz o utrzymanie się w IV lidze w sezonie 2018/2019 pomiędzy 13. drużyną IV ligi, grupa śląska I a 13. zespołem IV ligi, grupa śląska II. Mecz odbył się 23 czerwca 2018.
| 23 czerwca 2018 12:00 | Raków II Częstochowa · Przemysław Mizgała 35' · Piotr Kiński 85' | 2:3(1:2)Raport | Podbeskidzie II Bielsko-Biała · 26', 80' Peter Sládek · 36' Szymon Królak | Ruda Śląska Widzów: 25 |
|                       |                                                                  |                |                                                                           |                        |

Na piątym poziomie ligowym utrzymało się Podbeskidzie II Bielsko-Biała.

## Grupa XVII (świętokrzyska)
W grupie występuje 18 zespołów, które walczą o miejsce premiowane awansem do III ligi, grupa IV. Ostatnie zespoły spadają do klasy okręgowej.

### Drużyny
| Uczestnicy poprzedniej edycji | Uczestnicy poprzedniej edycji | Uczestnicy poprzedniej edycji | Uczestnicy poprzedniej edycji |
| ----------------------------- | ----------------------------- | ----------------------------- | ----------------------------- |
| BUZ                           | Zdrój Busko-Zdrój             | 2                             |                               |
| ŁAG                           | ŁKS Łagów                     | 4                             |                               |
| CPŁ                           | Czarni Połaniec               | 5                             |                               |
| NKO                           | Neptun Końskie                | 6                             |                               |
| ŁYS                           | Łysica Bodzentyn              | 7                             |                               |
| WŁO                           | Hetman Włoszczowa             | 8                             |                               |
| PRA                           | Partyzant Radoszyce           | 9                             |                               |
| JĘD                           | Naprzód Jędrzejów             | 10                            |                               |
| KAJ                           | Lubrzanka Kajetanów           | 11                            |                               |
| ALO                           | Alit Ożarów                   | 12                            |                               |
| PST                           | Pogoń 1945 Staszów            | 13                            |                               |
| MOR                           | Moravia Morawica              | 14                            |                               |
| BIE                           | Nidzianka Bieliny             | 15                            |                               |
| NID                           | Nida Pińczów                  | 16                            |                               |
| SĘD                           | Unia Sędziszów                | 17                            |                               |

| Spadek z III ligi 2016/2017 | Spadek z III ligi 2016/2017 | Spadek z III ligi 2016/2017 | Spadek z III ligi 2016/2017 |
| --------------------------- | --------------------------- | --------------------------- | --------------------------- |
| grupa IV                    |                             |                             |                             |
| WMA                         | Wierna Małogoszcz           | 17                          |                             |

| Awans z ligi okręgowej | Awans z ligi okręgowej | Awans z ligi okręgowej | Awans z ligi okręgowej |
| ---------------------- | ---------------------- | ---------------------- | ---------------------- |
| grupa świętokrzyska    |                        |                        |                        |
| BRO                    | Kamienna Brody         | 1                      |                        |
| NOW                    | GKS Nowiny             | 2                      |                        |

### Tabela
| Lp. | Drużyna                 | M  | Z  | R  | P  | Bramki | Bramki | Różn. | Pkt | Uwagi                       | Bezpośrednio                |
| --- | ----------------------- | -- | -- | -- | -- | ------ | ------ | ----- | --- | --------------------------- | --------------------------- |
| 1   | Czarni Połaniec (M) (A) | 34 | 25 | 6  | 3  | 81     | 26     | +55   | 81  | Awans do III ligi           |                             |
| 2   | Neptun Końskie          | 34 | 24 | 5  | 5  | 74     | 31     | +43   | 77  |                             | NKO – BUZ 1:2 BUZ – NKO 1:3 |
| 3   | Zdrój Busko-Zdrój       | 34 | 24 | 5  | 5  | 76     | 28     | +48   | 77  |                             | NKO – BUZ 1:2 BUZ – NKO 1:3 |
| 4   | Alit Ożarów             | 34 | 17 | 7  | 10 | 72     | 49     | +23   | 58  |                             |                             |
| 5   | Naprzód Jędrzejów       | 34 | 16 | 8  | 10 | 52     | 41     | +11   | 56  |                             |                             |
| 6   | Partyzant Radoszyce     | 34 | 16 | 5  | 13 | 64     | 49     | +15   | 53  |                             |                             |
| 7   | Łysica Bodzentyn        | 34 | 14 | 8  | 12 | 72     | 67     | +5    | 50  |                             |                             |
| 8   | ŁKS Łagów               | 34 | 12 | 11 | 11 | 47     | 42     | +5    | 47  |                             |                             |
| 9   | GKS Nowiny              | 34 | 13 | 6  | 15 | 44     | 56     | −12   | 45  |                             |                             |
| 10  | Pogoń 1945 Staszów      | 34 | 12 | 6  | 16 | 41     | 58     | −17   | 42  |                             |                             |
| 11  | Wierna Małogoszcz       | 34 | 11 | 7  | 16 | 40     | 56     | −16   | 40  |                             |                             |
| 12  | Kamienna Brody          | 34 | 10 | 9  | 15 | 34     | 39     | −5    | 39  |                             |                             |
| 13  | Lubrzanka Kajetanów     | 34 | 10 | 8  | 16 | 41     | 59     | −18   | 38  |                             |                             |
| 14  | Hetman Włoszczowa       | 34 | 8  | 11 | 15 | 31     | 52     | −21   | 35  |                             |                             |
| 15  | Unia Sędziszów          | 34 | 9  | 7  | 18 | 44     | 61     | −17   | 34  |                             |                             |
| 16  | Nida Pińczów            | 34 | 9  | 6  | 19 | 31     | 45     | −14   | 33  | NID – MOR 1:0 MOR – NID 1:1 |                             |
| 17  | Moravia Morawica (S)    | 34 | 9  | 6  | 19 | 39     | 61     | −22   | 33  | NID – MOR 1:0 MOR – NID 1:1 | Spadek do klasy okręgowej   |
| 18  | Nidzianka Bieliny (S)   | 34 | 4  | 5  | 25 | 33     | 96     | −63   | 17  |                             | Spadek do klasy okręgowej   |

## Grupa XVIII (warmińsko-mazurska)
W grupie występuje 16 zespołów, które walczą o miejsce premiowane awansem do III ligi, grupa I. Ostatnie zespoły spadają do klasy okręgowej.

### Drużyny
| Uczestnicy poprzedniej edycji | Uczestnicy poprzedniej edycji | Uczestnicy poprzedniej edycji | Uczestnicy poprzedniej edycji |
| ----------------------------- | ----------------------------- | ----------------------------- | ----------------------------- |
| ZBP                           | Znicz Biała Piska             | 2                             |                               |
| SUS                           | Unia Susz                     | 3                             |                               |
| ROM                           | Rominta Gołdap                | 4                             |                               |
| ZAT                           | Zatoka Braniewo               | 5                             |                               |
| BIS                           | Tęcza Biskupiec               | 6                             |                               |
| KĘT                           | Granica Kętrzyn               | 7                             |                               |
| MRĄ                           | Mrągowia Mrągowo              | 8                             |                               |
| MAM                           | Mamry Giżycko                 | 9                             |                               |
| KOR                           | MKS Korsze                    | 10                            |                               |
| RES                           | Orlęta Reszel                 | 11                            |                               |
| ORN                           | Błękitni Orneta               | 12                            |                               |

| Spadek z III ligi 2016/2017 | Spadek z III ligi 2016/2017 | Spadek z III ligi 2016/2017 | Spadek z III ligi 2016/2017 |
| --------------------------- | --------------------------- | --------------------------- | --------------------------- |
| grupa I                     |                             |                             |                             |
| CON                         | Concordia Elbląg            | 15                          |                             |
| MOL                         | Motor Lubawa                | 18                          |                             |

| Awans z ligi okręgowej 2016/2017 | Awans z ligi okręgowej 2016/2017 | Awans z ligi okręgowej 2016/2017 | Awans z ligi okręgowej 2016/2017 |
| -------------------------------- | -------------------------------- | -------------------------------- | -------------------------------- |
| grupa warmińsko-mazurska I       |                                  |                                  |                                  |
| BPS                              | Błękitni Pasym                   | 1                                |                                  |
| PIS                              | Pisa Barczewo                    | 2                                |                                  |
| grupa warmińsko-mazurska II      |                                  |                                  |                                  |
| MIM                              | Tęcza Miłomłyn                   | 2                                |                                  |

### Tabela
| Lp. | Drużyna                   | M  | Z  | R  | P  | Bramki | Bramki | Różn. | Pkt | Uwagi                       | Bezpośrednio |
| --- | ------------------------- | -- | -- | -- | -- | ------ | ------ | ----- | --- | --------------------------- | ------------ |
| 1   | Znicz Biała Piska (M) (A) | 30 | 26 | 3  | 1  | 95     | 16     | +79   | 81  | Awans do III ligi           |              |
| 2   | Unia Susz                 | 30 | 15 | 7  | 8  | 68     | 38     | +30   | 52  |                             |              |
| 3   | Concordia Elbląg          | 30 | 14 | 9  | 7  | 52     | 37     | +15   | 51  |                             |              |
| 4   | Mamry Giżycko             | 30 | 14 | 8  | 8  | 59     | 39     | +20   | 50  |                             |              |
| 5   | Tęcza Biskupiec           | 30 | 13 | 7  | 10 | 60     | 44     | +16   | 46  |                             |              |
| 6   | Rominta Gołdap            | 30 | 13 | 6  | 11 | 49     | 55     | −6    | 45  |                             |              |
| 7   | Mrągowia Mrągowo          | 30 | 11 | 11 | 8  | 46     | 35     | +11   | 44  |                             |              |
| 8   | Tęcza Miłomłyn            | 30 | 12 | 5  | 13 | 38     | 49     | −11   | 41  | MIM – MOL 1:1 MOL – MIM 0:1 |              |
| 9   | Motor Lubawa              | 30 | 11 | 8  | 11 | 45     | 36     | +9    | 41  | MIM – MOL 1:1 MOL – MIM 0:1 |              |
| 10  | Granica Kętrzyn           | 30 | 12 | 4  | 14 | 49     | 58     | −9    | 40  | KĘT – ZAT 4:0 ZAT – KĘT 0:0 |              |
| 11  | Zatoka Braniewo           | 30 | 11 | 7  | 12 | 49     | 59     | −10   | 40  | KĘT – ZAT 4:0 ZAT – KĘT 0:0 |              |
| 12  | MKS Korsze                | 30 | 12 | 2  | 16 | 58     | 65     | −7    | 38  |                             |              |
| 13  | Błękitni Pasym (S)        | 30 | 10 | 5  | 15 | 55     | 72     | −17   | 35  | Spadek do klasy okręgowej   |              |
| 14  | Pisa Barczewo (S)         | 30 | 8  | 5  | 17 | 35     | 64     | −29   | 29  | Spadek do klasy okręgowej   |              |
| 15  | Orlęta Reszel (S)         | 30 | 7  | 5  | 18 | 30     | 63     | −33   | 26  | Spadek do klasy okręgowej   |              |
| 16  | Błękitni Orneta (S)       | 30 | 4  | 2  | 24 | 26     | 84     | −58   | 14  | Spadek do klasy okręgowej   |              |

## Grupa XIX (wielkopolska południowa)
W grupie występowało 16 zespołów, które walczyły o miejsce w barażach premiowane awansem do III ligi, grupa II. Ostatnie zespoły spadły do klasy okręgowej.

### Drużyny
| Uczestnicy poprzedniej edycji | Uczestnicy poprzedniej edycji     | Uczestnicy poprzedniej edycji | Uczestnicy poprzedniej edycji |
| ----------------------------- | --------------------------------- | ----------------------------- | ----------------------------- |
| KOŚ                           | Obra Kościan                      | 2                             |                               |
| OST                           | Ostrovia 1909 Ostrów Wielkopolski | 3                             |                               |
| WRZ                           | Victoria Września                 | 4                             |                               |
| NSK                           | Pogoń Nowe Skalmierzyce           | 5                             |                               |
| VOS                           | Victoria Ostrzeszów               | 6                             |                               |
| PLE                           | Polonia 1912 Leszno               | 7                             |                               |
| KOŹ                           | Biały Orzeł Koźmin Wielkopolski   | 8                             |                               |
| RAW                           | Rawia Rawicz                      | 9                             |                               |
| SŁU                           | SKP Słupca                        | 10                            |                               |
| KEP                           | Polonia Kępno                     | 11                            |                               |
| GOS                           | Kania Gostyń                      | 12                            |                               |
| RAC                           | PKS Racot                         | 13                            |                               |

| Awans z ligi okręgowej | Awans z ligi okręgowej | Awans z ligi okręgowej | Awans z ligi okręgowej |
| ---------------------- | ---------------------- | ---------------------- | ---------------------- |
| grupa Kalisz           |                        |                        |                        |
| GOŁ                    | LKS Gołuchów           | 1                      |                        |
| ODO                    | Odolanovia Odolanów    | 2                      |                        |
| grupa Leszno           |                        |                        |                        |
| PIA                    | Korona Piaski          | 1                      |                        |
| grupa Konin            |                        |                        |                        |
| TTU                    | Tur 1921 Turek         | 1                      |                        |

Objaśnienia:
1. Wicher Dobra wycofał się przed rozpoczęciem rozgrywek[44]

### Tabela
| Lp. | Drużyna                             | M  | Z  | R  | P  | Bramki | Bramki | Różn. | Pkt | Uwagi                          | Bezpośrednio |
| --- | ----------------------------------- | -- | -- | -- | -- | ------ | ------ | ----- | --- | ------------------------------ | ------------ |
| 1   | Victoria Września (M) (B)           | 30 | 23 | 4  | 3  | 75     | 24     | +51   | 73  | Baraże o III ligę              |              |
| 2   | Polonia Kępno                       | 30 | 20 | 2  | 8  | 67     | 29     | +38   | 62  |                                |              |
| 3   | Obra Kościan                        | 30 | 17 | 8  | 5  | 51     | 24     | +27   | 59  |                                |              |
| 4   | Ostrovia 1909 Ostrów Wielkopolski   | 30 | 17 | 7  | 6  | 73     | 36     | +37   | 58  |                                |              |
| 5   | LKS Gołuchów                        | 30 | 17 | 3  | 10 | 64     | 39     | +25   | 54  |                                |              |
| 6   | Pogoń Nowe Skalmierzyce             | 30 | 15 | 6  | 9  | 44     | 28     | +16   | 51  | NSK – PLE 0:2 PLE – NSK 0:3    |              |
| 7   | Polonia 1912 Leszno                 | 30 | 15 | 6  | 9  | 49     | 38     | +11   | 51  | NSK – PLE 0:2 PLE – NSK 0:3    |              |
| 8   | Tur 1921 Turek (S)                  | 30 | 11 | 10 | 9  | 42     | 36     | +6    | 43  | Spadek do ligi międzyokręgowej |              |
| 9   | Victoria Ostrzeszów (S)             | 30 | 12 | 6  | 12 | 59     | 53     | +6    | 42  | Spadek do ligi międzyokręgowej |              |
| 10  | SKP Słupca (S)                      | 30 | 12 | 4  | 14 | 30     | 44     | −14   | 40  | Spadek do ligi międzyokręgowej |              |
| 11  | Rawia Rawicz (S)                    | 30 | 7  | 10 | 13 | 28     | 46     | −18   | 31  | Spadek do ligi międzyokręgowej |              |
| 12  | Odolanovia Odolanów1 (S)            | 30 | 8  | 6  | 16 | 35     | 54     | −19   | 30  | Spadek do ligi międzyokręgowej |              |
| 13  | Kania Gostyń (S)                    | 30 | 6  | 6  | 18 | 28     | 60     | −32   | 24  | Spadek do ligi międzyokręgowej |              |
| 14  | Korona Piaski (S)                   | 30 | 4  | 9  | 17 | 31     | 77     | −46   | 21  | Spadek do ligi międzyokręgowej |              |
| 15  | Biały Orzeł Koźmin Wielkopolski (S) | 30 | 3  | 9  | 18 | 30     | 68     | −38   | 18  | Spadek do ligi międzyokręgowej |              |
| 16  | PKS Racot (S)                       | 30 | 2  | 6  | 22 | 24     | 74     | −50   | 12  | Spadek do ligi międzyokręgowej |              |

### Baraże o III ligę
Po zakończeniu sezonu rozegrano dwumecz barażowy o miejsce w III lidze, grupa II w sezonie 2018/2019 pomiędzy 1. drużyną IV ligi (grupa wielkopolska południowa) a 1. zespołem IV ligi (grupa wielkopolska północna). Mecze odbyły się 9 i 17 czerwca 2018.
| 9 czerwca 2018 16:00 | Victoria Września · Maciej Matuszak 25'                        | 1:2(1:0)Raport | Mieszko Gniezno · 47' Michał Steinke · 59' Dawid Radomski | Stadion Victorii (Września) Widzów: 1200 Sędzia: Piotr Idzik (Poznań) |
|                      | kartki: · Hubert Oczkowski · Bartosz Nowicki · Maciej Matuszak |                | kartki: · Michał Steinke · Dawid Radomski · Damian Pawlak |                                                                       |

| 17 czerwca 2018 17:00 | Mieszko Gniezno · Marcin Trojanowski 7' · Damian Pawlak 65', 74' · Krzysztof Wolkiewicz 83' | 4:1(1:1)Raport | Victoria Września · 2' Paweł Lisiecki                            | Stadion Miejski (Gniezno) Widzów: 3000 Sędzia: Maciej Pelka (Piła) |
|                       | kartki: · Miłosz Brylewski · Dawid Radomski · Gracjan Goździk                               |                | kartki: · Paweł Lisiecki · Jacek Kopaniarz · 83' Maciej Matuszak |                                                                    |

## Grupa XX (wielkopolska północna)
W grupie występowało 16 zespołów, które walczyły o miejsce w barażach premiowane awansem do III ligi, grupa II. Ostatnie zespoły spadły do klasy okręgowej.

### Drużyny
| Uczestnicy poprzedniej edycji | Uczestnicy poprzedniej edycji | Uczestnicy poprzedniej edycji | Uczestnicy poprzedniej edycji |
| ----------------------------- | ----------------------------- | ----------------------------- | ----------------------------- |
| LTR                           | Lubuszanin Trzcianka          | 1                             |                               |
| MIĘ                           | Warta Międzychód              | 2                             |                               |
| UNS                           | Unia Swarzędz                 | 3                             |                               |
| NLB                           | Nielba Wągrowiec              | 4                             |                               |
| SZY                           | Iskra Szydłowo                | 5                             |                               |
| TPO                           | Tarnovia Tarnowo Podgórne     | 6                             |                               |
| GRP                           | Grom Plewiska                 | 7                             |                               |
| SPO                           | Sparta Oborniki               | 8                             |                               |
| KOR                           | Kotwica Kórnik                | 9                             |                               |
| WYS                           | GLKS Wysoka                   | 10                            |                               |
| DOP                           | GKS Dopiewo                   | 11                            |                               |
| ŁOB                           | Pogoń Łobżenica               | 12                            |                               |
| HPO                           | Huragan Pobiedziska           | 14                            |                               |

| Awans z ligi okręgowej | Awans z ligi okręgowej | Awans z ligi okręgowej | Awans z ligi okręgowej |
| ---------------------- | ---------------------- | ---------------------- | ---------------------- |
| grupa Piła (południe)  |                        |                        |                        |
| WSK                    | Wełna Skoki            | 1                      |                        |
| grupa Poznań (zachód)  |                        |                        |                        |
| OPN                    | Orły Pniewy            | 12                     |                        |
| grupa Poznań (wschód)  |                        |                        |                        |
| MGN                    | Mieszko Gniezno        | 1                      |                        |

Objaśnienia:
1. Lubuszanin Trzcianka przegrał baraże o awans do III ligi z Centrą Ostrów Wielkopolski.
2. Orły Pniewy zostały wycofane z rozgrywek po 20. kolejce za trzykrotne nieprzystąpienie do zawodów.

### Tabela
| Lp. | Drużyna                   | M  | Z  | R | P  | Bramki | Bramki | Różn. | Pkt | Uwagi                                                          | Bezpośrednio |
| --- | ------------------------- | -- | -- | - | -- | ------ | ------ | ----- | --- | -------------------------------------------------------------- | ------------ |
| 1   | Mieszko Gniezno (M) (B)   | 30 | 28 | 2 | 0  | 114    | 25     | +89   | 86  | Baraże o III ligę                                              |              |
| 2   | Warta Międzychód          | 30 | 21 | 3 | 6  | 83     | 42     | +41   | 66  |                                                                |              |
| 3   | Lubuszanin Trzcianka      | 30 | 18 | 2 | 10 | 88     | 49     | +39   | 56  | LTR: 6 pkt, różn. +3 KOR: 6 pkt, różn. -1 UNS: 6 pkt, różn. -2 |              |
| 4   | Kotwica Kórnik            | 30 | 17 | 5 | 8  | 55     | 41     | +14   | 56  | LTR: 6 pkt, różn. +3 KOR: 6 pkt, różn. -1 UNS: 6 pkt, różn. -2 |              |
| 5   | Unia Swarzędz             | 30 | 17 | 5 | 8  | 68     | 36     | +32   | 56  | LTR: 6 pkt, różn. +3 KOR: 6 pkt, różn. -1 UNS: 6 pkt, różn. -2 |              |
| 6   | Tarnovia Tarnowo Podgórne | 30 | 17 | 3 | 10 | 66     | 46     | +20   | 54  |                                                                |              |
| 7   | Nielba Wągrowiec          | 30 | 15 | 5 | 10 | 51     | 48     | +3    | 50  |                                                                |              |
| 8   | Grom Plewiska (S)         | 30 | 12 | 7 | 11 | 50     | 50     | 0     | 43  | Spadek do ligi międzyokręgowej                                 |              |
| 9   | Iskra Szydłowo (S)        | 30 | 11 | 8 | 11 | 59     | 64     | −5    | 41  | Spadek do ligi międzyokręgowej                                 |              |
| 10  | Sparta Oborniki (S)       | 30 | 11 | 5 | 14 | 50     | 60     | −10   | 38  | Spadek do ligi międzyokręgowej                                 |              |
| 11  | Wełna Skoki (S)           | 30 | 9  | 3 | 18 | 49     | 74     | −25   | 30  | Spadek do ligi międzyokręgowej                                 |              |
| 12  | GKS Dopiewo (S)           | 30 | 6  | 9 | 15 | 44     | 63     | −19   | 27  | Spadek do ligi międzyokręgowej                                 |              |
| 13  | Huragan Pobiedziska (S)   | 30 | 7  | 4 | 19 | 31     | 64     | −33   | 25  | Spadek do ligi międzyokręgowej                                 |              |
| 14  | Pogoń Łobżenica (S)       | 30 | 6  | 5 | 19 | 34     | 83     | −49   | 23  | Spadek do ligi międzyokręgowej                                 |              |
| 15  | GLKS Wysoka (S)           | 30 | 4  | 8 | 18 | 33     | 65     | −32   | 20  | Spadek do ligi międzyokręgowej                                 |              |
| 16  | Orły Pniewy1 (S)          | 30 | 3  | 2 | 25 | 17     | 82     | −65   | 11  | Drużyna wycofana                                               |              |

### Baraże o III ligę
Po zakończeniu sezonu rozegrano dwumecz barażowy o miejsce w III lidze, grupa II w sezonie 2018/2019 pomiędzy 1. drużyną IV ligi (grupa wielkopolska południowa) a 1. zespołem IV ligi (grupa wielkopolska północna). Mecze odbyły się 9 i 17 czerwca 2018.
| 9 czerwca 2018 16:00 | Victoria Września · Maciej Matuszak 25'                        | 1:2(1:0)Raport | Mieszko Gniezno · 47' Michał Steinke · 59' Dawid Radomski | Stadion Victorii (Września) Widzów: 1200 Sędzia: Piotr Idzik (Poznań) |
|                      | kartki: · Hubert Oczkowski · Bartosz Nowicki · Maciej Matuszak |                | kartki: · Michał Steinke · Dawid Radomski · Damian Pawlak |                                                                       |

| 17 czerwca 2018 17:00 | Mieszko Gniezno · Marcin Trojanowski 7' · Damian Pawlak 65', 74' · Krzysztof Wolkiewicz 83' | 4:1(1:1)Raport | Victoria Września · 2' Paweł Lisiecki                            | Stadion Miejski (Gniezno) Widzów: 3000 Sędzia: Maciej Pelka (Piła) |
|                       | kartki: · Miłosz Brylewski · Dawid Radomski · Gracjan Goździk                               |                | kartki: · Paweł Lisiecki · Jacek Kopaniarz · 83' Maciej Matuszak |                                                                    |

## Grupa XXI (zachodniopomorska)
W grupie występuje 18 zespołów, które walczą o miejsce premiowane awansem do III ligi, grupa II. Ostatnie zespoły spadają do klasy okręgowej.

### Drużyny
| Uczestnicy poprzedniej edycji | Uczestnicy poprzedniej edycji | Uczestnicy poprzedniej edycji | Uczestnicy poprzedniej edycji |
| ----------------------------- | ----------------------------- | ----------------------------- | ----------------------------- |
| BAK                           | Bałtyk Koszalin               | 2                             |                               |
| JZA                           | Jeziorak Załom                | 3                             |                               |
| HSZ                           | Hutnik Szczecin               | 4                             |                               |
| SZC                           | MKP Szczecinek                | 5                             |                               |
| DYG                           | Rasel Dygowo                  | 6                             |                               |
| STA                           | Kluczevia Stargard            | 7                             |                               |
| POL                           | Gryf Polanów                  | 8                             |                               |
| GOL                           | Ina Goleniów                  | 9                             |                               |
| WEG                           | Sparta Węgorzyno              | 10                            |                               |
| GOS                           | Olimp Gościno                 | 11                            |                               |
| GRY                           | Gryf Kamień Pomorski          | 12                            |                               |
| OMY                           | Osadnik Myślibórz             | 14                            |                               |

| Spadek z III ligi 2016/2017 | Spadek z III ligi 2016/2017 | Spadek z III ligi 2016/2017 | Spadek z III ligi 2016/2017 |
| --------------------------- | --------------------------- | --------------------------- | --------------------------- |
| grupa II                    |                             |                             |                             |
| WOL                         | Vineta Wolin                | 17                          |                             |
| LEM                         | Leśnik Manowo               | 18                          |                             |

| Awans z ligi okręgowej | Awans z ligi okręgowej | Awans z ligi okręgowej | Awans z ligi okręgowej |
| ---------------------- | ---------------------- | ---------------------- | ---------------------- |
| grupa Koszalin         |                        |                        |                        |
| KAR                    | Sokół Karlino          | 1                      |                        |
| BIA                    | Iskra Białogard        | 2                      |                        |
| grupa Szczecin         |                        |                        |                        |
| MOR                    | Morzycko Moryń         | 1                      |                        |
| REG                    | Rega Trzebiatów        | 2                      |                        |

### Tabela
| Lp. | Drużyna                 | M  | Z  | R  | P  | Bramki | Bramki | Różn. | Pkt | Uwagi                                                                              | Bezpośrednio |
| --- | ----------------------- | -- | -- | -- | -- | ------ | ------ | ----- | --- | ---------------------------------------------------------------------------------- | ------------ |
| 1   | Bałtyk Koszalin (M) (A) | 34 | 28 | 4  | 2  | 106    | 21     | +85   | 88  | Awans do III ligi                                                                  |              |
| 2   | Morzycko Moryń          | 34 | 18 | 7  | 9  | 66     | 41     | +25   | 61  |                                                                                    |              |
| 3   | Vineta Wolin            | 34 | 16 | 9  | 9  | 63     | 33     | +30   | 57  |                                                                                    |              |
| 4   | MKP Szczecinek          | 34 | 17 | 5  | 12 | 61     | 44     | +17   | 56  |                                                                                    |              |
| 5   | Ina Goleniów            | 34 | 14 | 10 | 10 | 49     | 40     | +9    | 52  | GOL: 9 pkt, różn. +1 REG: 9 pkt, różn. 0 STA: 7 pkt, różn. +1 KAR: 4 pkt, różn. -2 |              |
| 6   | Rega Trzebiatów         | 34 | 15 | 7  | 12 | 74     | 68     | +6    | 52  | GOL: 9 pkt, różn. +1 REG: 9 pkt, różn. 0 STA: 7 pkt, różn. +1 KAR: 4 pkt, różn. -2 |              |
| 7   | Kluczevia Stargard      | 34 | 14 | 10 | 10 | 56     | 49     | +7    | 52  | GOL: 9 pkt, różn. +1 REG: 9 pkt, różn. 0 STA: 7 pkt, różn. +1 KAR: 4 pkt, różn. -2 |              |
| 8   | Sokół Karlino           | 34 | 14 | 10 | 10 | 51     | 55     | −4    | 52  | GOL: 9 pkt, różn. +1 REG: 9 pkt, różn. 0 STA: 7 pkt, różn. +1 KAR: 4 pkt, różn. -2 |              |
| 9   | Gryf Kamień Pomorski    | 34 | 15 | 6  | 13 | 67     | 57     | +10   | 51  |                                                                                    |              |
| 10  | Gryf Polanów            | 34 | 13 | 8  | 13 | 39     | 47     | −8    | 47  |                                                                                    |              |
| 11  | Leśnik Manowo           | 34 | 12 | 10 | 12 | 48     | 56     | −8    | 46  |                                                                                    |              |
| 12  | Rasel Dygowo            | 34 | 13 | 4  | 17 | 52     | 47     | +5    | 43  |                                                                                    |              |
| 13  | Hutnik Szczecin         | 34 | 12 | 4  | 18 | 51     | 86     | −35   | 40  |                                                                                    |              |
| 14  | Olimp Gościno           | 34 | 10 | 9  | 15 | 49     | 46     | +3    | 39  |                                                                                    |              |
| 15  | Sparta Węgorzyno        | 34 | 11 | 4  | 19 | 58     | 88     | −30   | 37  |                                                                                    |              |
| 16  | Jeziorak Załom (S)      | 34 | 11 | 3  | 20 | 46     | 72     | −26   | 36  | Spadek do klasy okręgowej                                                          |              |
| 17  | Iskra Białogard (S)     | 34 | 8  | 6  | 20 | 32     | 67     | −35   | 30  | Spadek do klasy okręgowej                                                          |              |
| 18  | Osadnik Myślibórz (S)   | 34 | 5  | 4  | 25 | 35     | 86     | −51   | 19  | Spadek do klasy okręgowej                                                          |              |